# Atago (lớp tàu khu trục)
| Tàu khu trục lớp Atago      | Tàu khu trục lớp Atago                                                               | Tàu khu trục lớp Atago                                |
| --------------------------- | ------------------------------------------------------------------------------------ | ----------------------------------------------------- |
| JDS Atago (DDG-177)         |                                                                                      |                                                       |
| Khái quát về lớp tàu        |                                                                                      |                                                       |
| Kiểu                        | Tàu khu trục tên lửa                                                                 | Tàu khu trục tên lửa                                  |
| Bên sử dụng                 | Hải quân Nhật Bản                                                                    | Hải quân Nhật Bản                                     |
| Bên chế tạo                 |                                                                                      |                                                       |
| Mitsubishi Heavy Industries |                                                                                      |                                                       |
| Chi phí                     | 140 tỷ Yên Nhật 1,48 tỷ USD (tỷ giá năm 2009)                                        | 140 tỷ Yên Nhật 1,48 tỷ USD (tỷ giá năm 2009)         |
| Thời gian đóng              | 2004 - 2008                                                                          | 2004 - 2008                                           |
| Thời gian hoạt động         | 2007 - nay                                                                           | 2007 - nay                                            |
| Lớp trước                   | DD：Tàu khu trục lớp Kongo                                                           | DD：Tàu khu trục lớp Kongo                            |
| Lớp sau                     | DD：Tàu khu trục lớp Maya                                                            | DD：Tàu khu trục lớp Maya                             |
| Đặc điểm khái quát          |                                                                                      |                                                       |
| Trọng tải choán nước        | Tiêu chuẩn 7,700 tấn                                                                 | Tiêu chuẩn 7,700 tấn                                  |
| Trọng tải choán nước        | Đầy tải 10,000 tấn                                                                   |                                                       |
| Độ dài                      | 165m                                                                                 | 165m                                                  |
| Sườn ngang                  | 21m                                                                                  | 21m                                                   |
| Mớn nước                    | 6,2m                                                                                 | 6,2m                                                  |
| Hệ thống động lực           | Hệ thống COGAG                                                                       | Hệ thống COGAG                                        |
| Hệ thống động lực           | Động cơ tuabin khí Ishikawajima Harima LM2500                                        | 4                                                     |
| Hệ thống động lực           | Máy phát điện tuabin khí                                                             | 3                                                     |
| Tốc độ                      | 30 hải lý/h (56 km/h)                                                                | 30 hải lý/h (56 km/h)                                 |
| Phạm vi hoạt động           | 6,000 hải lý                                                                         | 6,000 hải lý                                          |
| Thủy thủ đoàn               | 300                                                                                  | 300                                                   |
| Vũ trang                    | Pháo hạm 127 mm Mk-45 mod 4                                                          | 1                                                     |
| Vũ trang                    | Hệ thống Mk-15 Vulcan Phalanx CIWS                                                   | 2                                                     |
| Vũ trang                    | RIM-66M-5 Standard SM-2ER Block 3B/RIM-161 Standard SM-3 Block 1A ABM (96 ống phóng) | 1                                                     |
| Vũ trang                    | SSM-1B Type 90 (4 ống phóng)                                                         | 2                                                     |
| Vũ trang                    | RUM-139 VL ASROC (32 ống phóng)                                                      | 1                                                     |
| Vũ trang                    | Dàn phóng ngư lôi 3 ống phóng HOS-302                                                | 2                                                     |
| Trực thăng săn ngầm         | SH-60J Sea Hawk                                                                      | 1                                                     |
| FCS                         | Mk.99 mod 8                                                                          | 3                                                     |
| FCS                         | Mk-160                                                                               | 1                                                     |
| FCS                         | Mk-116                                                                               | 1                                                     |
| C4I                         | Hệ thống thông tin vệ tinh AN/USC-42                                                 | Hệ thống thông tin vệ tinh AN/USC-42                  |
| C4I                         | Hệ thống thông tin vệ tinh NORA-1                                                    |                                                       |
| C4I                         | Hệ thống thông tin vệ tinh NORQ-1                                                    |                                                       |
| C4I                         | Hệ thống chiến đấu Aegis (AWS)                                                       |                                                       |
| C4I                         | Hệ thống kiểm soát tác chiến chống ngầm SQQ-89 (V) 15J                               |                                                       |
| Cảm biến/radar              | Radar quét mạng pha điện tử chủ động AN/SPY-1D(V)                                    | 1                                                     |
| Cảm biến/radar              | Radar định vị nhận dạng và theo dõi mục tiêu mặt nước AN/SPQ-9B                      | 1                                                     |
| Cảm biến/radar              | Radar chuyển hướng, dẫn đường OPS-20B                                                | 1                                                     |
| Sonar                       | Sonar kết hợp chủ/bị động phát hiện và xác định vị trí tàu ngầm AN/SQS-53C           | 1                                                     |
| Sonar                       | Sonar kiểu mảng kéo AN/SQR-20 MFTA                                                   | 1                                                     |
| Hệ thống tác chiến điện tử  | Hệ thống chiến tranh điện tử tích hợp ESM/ECM NOLQ-2B                                | Hệ thống chiến tranh điện tử tích hợp ESM/ECM NOLQ-2B |
| Hệ thống tác chiến điện tử  | Hệ thống nhử mồi ngư lôi kiểu mảng kéo Type 04                                       |                                                       |
| Hệ thống tác chiến điện tử  | Thiết bị phóng mồi bẫy Mk.137                                                        | 4                                                     |

Tàu khu trục lớp Atago (tiếng Nhật: あたご型護衛艦) là một lớp tàu khu trục tên lửa (DDG) được trang bị hệ thống chiến đấu Aegis (AWS) thuộc biên chế của Lực lượng Phòng vệ trên biển Nhật Bản (JMSDF). Nhà máy đóng tàu Nagasaki của Tập đoàn Công nghiệp nặng Mitsubishi (MHI) đảm nhiệm việc đóng mới các tàu khu trục lớp Atago. Đây là lớp tàu thế hệ thứ 2 được đặt tên là Atago, thế hệ tàu Atago đầu tiên là những tàu tuần dương hạng nặng thuộc biên chế Hải quân Đế quốc Nhật Bản (IJN) hoạt động trong Chiến tranh thế giới thứ hai. Atago vốn là tên của một ngọn núi tọa lạc tại ngoại ô Kyoto, vùng Kinki, Nhật Bản. Ít có tàu chiến nào trong khu vực châu Á-Thái Bình Dương hiện nay so sánh được với sức mạnh của Atago, Atago luôn đóng vai trò trụ cột và là niềm tự hào của JMSDF. Tàu lớp Atago được các chuyên gia quân sự ví như "thanh Katana sắc bén" của thủy binh Nhật Bản hiện đại.

## Thiết kế

### Thân tàu
Sau khi đưa vào sử dụng một thời gian, JMSDF đã nhận ra thiết kế của tàu khu trục lớp Kongo còn tồn tại một số hạn chế nhất định như không có nhà chứa cho trực thăng săn ngầm, hệ thống radar mặc dù rất hiện đại nhưng lại kém hiệu quả khi hoạt động tác chiến tại các khu vực lộn xộn gần bờ. Hơn nữa, việc tập trung quá nhiều vào nhiệm vụ đánh chặn tên lửa đã dẫn đến làm giảm khả năng tác chiến đa dạng của tàu. Vì thế, JMSDF đã quyết định phát triển một thế hệ tàu khu trục mới nhằm bổ sung và khắc phục những hạn chế của tàu khu trục lớp Kongo. Chương trình phát triển tàu khu trục mới đã được Chính phủ Nhật tiến hành phê chuẩn ngân sách tài chính vào năm 2004 và được định danh là lớp Atago.
Cơ sở căn bản để phát triển tàu khu trục lớp Atago là khung sườn, vỏ tàu và hệ thống động lực trạm nguồn của tàu khu trục lớp Kongo. Tàu khu trục lớp Atago có hình dáng thon dài đặc trưng vươn xa tới mũi tàu dạng bán trụ, kéo dài đến 85% chiều dài của nó, mũi tàu hình nêm và đuôi tàu có mặt cắt thẳng đứng phía sau. Các đường viền thép dọc vỏ tàu được thiết kế nhằm giảm biên độ va đập của sóng biển vào mạng tàu và lườn tàu, đồng thời giảm ma sát của nước biển khi tàu chuyển động. Thân tàu được kéo dài thêm 10 mét để thiết kế thêm nhà chứa cho máy bay trực thăng vốn không có trên tàu khu trục lớp Kongo  Ngoài ra, để tránh rung lắc và va đập mạnh với sóng biển, thân tàu được trang bị hệ thống ổn định rung lắc và các sống tàu trên mạn tàu.
Theo các thông số kỹ thuật thì tàu khu trục lớp Atago có thể duy trì tốc độ hải trình lên đến 20 hải lý/giờ trong một thời gian dài khi biển đang động cấp 7. Cột buồm của tàu được thiết kế lại nghiêng về phía sau, các ống khói tàu được bố trí dọc theo thân tàu và nằm ẩn vào trọng phần thượng tầng nhằm làm phân tán hơi nóng giúp tằng khả năng tàng hình của tàu. Cả lớp Kongo và Atago đều được tối ưu cho nhiệm vụ chỉ huy hạm đội, phần thượng tầng của tàu được làm cao hơn, bên trong bố trí sở chỉ huy 2 tầng tương tư như tàu khu trục lớp Arleigh Burke đời IIA (Flight IIA) của Hải quân Liên bang Mỹ. Trong cấu trúc của tàu được sử dụng các loại vật liệu siêu bền: hợp kim nhôm, nhựa tổng hợp và các lớp phủ có khả năng chống chịu mài mòn. Kho đạn dưới hầm tàu được bao bọc bởi một lớp thép có độ dày 25mm. Phần quan trọng nhất của cấu trúc boong thượng tầng được bảo vệ bằng các tấm thép tổ ong. Tầng trên cùng được bọc bằng một lớp nhựa vinyl chống mòn, gỉ.
Tàu khu trục lớp Atago dài 165m, rộng 21m, mớn nước 6,2m. Do kéo dài phần boong tàu phía sau nên lượng giãn nước của tàu khu trục lớp Atago tăng đáng kể. Lượng giãn nước toàn tải của tàu lên đến 10.000 tấn, như vậy theo tiêu chuẩn NATO, Atago thuộc lớp tàu tuần dương mang tên lửa điều khiển. Thủy thủ đoàn có biên chế đầy đủ gồm 300 quân nhân bao gồm cả sĩ quan chỉ huy chia 2 ca hoạt động liên tục 24 tiếng mỗi ngày.
Các tàu khu trục lớp Atago có khả năng hoạt động trong khu vực đối phương sử dụng vũ khí hủy diệt lớn. Trên các boong tàu và thân tàu không có cửa sổ. Các khoang làm việc, sinh hoạt được lắp đặt thiết bị lọc không khí độc. Trên tàu được lắp đặt các băng chuyền vận tải và thang máy để vận chuyển hàng hóa từ trên sàn tàu xuống hầm tàu và xếp đặt vào các khoang chứa hàng. Một trong những phương tiện vận chuyển đảm bảo di chuyển hàng trên toàn bộ mặt sàn, từ mũi tàu đến đuôi tàu. Trên phần mũi tàu và phần đuôi tàu được bố trí hai vị trí để tiếp nhận hàng hóa, được vận chuyển đến bằng máy bay trực thăng.
Các trang thiết bị được thiết kế theo dạng module cho phép sử dụng giải pháp sửa chữa các bộ phận riêng biệt bằng cách thay thế, nhanh chóng thay đổi các block bị hỏng hóc lực lượng theo biên chế trên tàu hoặc bằng lực lượng bảo dưỡng, sửa chữa của căn cứ hải quân.
Có tất cả hai tàu thuộc lớp Atago đã được JMSDF đóng mới và đưa vào sử dụng.

### Không gian sinh hoạt của thủy thủ đoàn
Do có kích thước lớn hơn nên so sánh cùng với các tàu khu trục khác của JMSDF, Atago được tăng cường diện tích sinh hoạt cho thủy thủ đoàn, các khoang sinh hoạt được bổ trí ở khoảng giữa thân tàu và khoang trên boong thượng. Các gường tầng nhỏ được lắp thành các block có 6 gường, các block được ngăn bằng các vách ngăn mỏng. Các nhà thiết kế cũng lắp đặt trên tàu một thư viện nhỏ với hàng nghìn đầu sách khác nhau, ngoài giờ trực chiến các thủy thủ đoàn và sĩ quan có thể đến đây tham khảo, bổ sung kiến thức cho mình hoặc đơn giản chỉ là thú vui đọc sách giết thời gian vì thực tế cuộc sống trên tàu rất tẻ nhạt, không có nhiều phương tiện giải trí. Rất nhiều thủy thủ JMSDF đã tự học trong quá trình công tác trên biển để thi lên các cấp sĩ quan chỉ huy cao hơn, một vài người lại sử dụng khoảng thời gian này cho việc tìm hiểu những kiến thức thuộc các ngành nghề khác để có kỹ năng xin việc sau khi rời quân ngũ.
Không thể thiếu được trên tàu đó là phòng giặt là, thủy thủ đoàn sẽ giặt quần áo theo lịch được xếp trước, tránh tình trạng lộn xộn, gây lẫn lộn quân trang. Ngoài quân phục bao gồm áo ngoài, quần ngoài và đồ lót, các thủy thủ được phép mang theo và sử dụng trên tàu các loại áo phông và quần cộc tối màu. Phòng phơi đồ ngay cạnh phòng giặt, vì không có ánh nắng chiếu vào phòng này nên phòng được lắp đặt hệ thống hút ẩm bằng quạt gió và đèn công suất cao để hong khô quần áo. Các máy bán hàng tự động cũng được lắp đặt với rất nhiều đồ ăn vặt và mì hộp các loại để phục vụ nhu cầu của các thủy thủ. Những đồ ăn vặt và đồ hộp này có hạn sử dụng khá lâu nên được dự trữ với số lượng lớn trên tàu, đảm bảo đáp ứng đủ nhu cầu của binh lính trong các cuộc hành quân dài ngày trên biển. Trên tàu còn có hệ thống máy tính để bàn để phục vụ cho việc giải trí của các thủy thủ. Do đa phần đều là thủy thủ trẻ tuổi nên các máy tính ở đây dù không có mạng internet để sử dụng nhưng lúc nào cũng có sẵn khá nhiều game cho thủy thủ giải trí bằng hệ thống mạng nội bộ.
Phòng tập đa năng với nhiều loại máy tập hiện đại giúp thủy thủ đỡ "cuồng chân cuồng tay" khi phải sinh hoạt và làm việc trong một không gian chật trội suốt thời gian dài. Các máy chạy bộ luôn hoạt động hết công suất để phục vụ cho nhu cầu giải phóng năng lượng của các thủy thủ. Ngoài ra còn có các máy tập đạp xe, tạ nâng các loại, xà đơn và xà kép,v..v... để các binh lính nâng cao sức khỏe cũng như rèn luyện thể lực cho bản thân. Do là một con tàu hiện đại, sử dụng rất nhiều các công nghệ tự động lại không có không gian chạy nhảy nên nếu không có chế độ tập luyện thường xuyên các thủy thủ sẽ rất dễ rơi vào tình trạng... béo bụng giống với dân văn phòng.
Trên tàu còn có một phòng y tế nhỏ với đầy đủ trang thiết bị y tế, thuốc thang cũng như bác sĩ để chữa trị cho những thủy thủ không may bị bệnh giữa biển. Các cán bộ của phòng y tế này cũng kiêm luôn nhiệm vụ kiểm soát vệ sinh trên tàu, công việc này được tiến hành thường xuyên và sát sao do đặc tính ở tập trung trong không gian hẹp nên các bệnh như ghẻ lở, lang ben, kiết lỵ, tả,... rất dễ lây lan nếu không được phát hiện và xử lý kịp thời. Kho thuốc trên tàu có đủ số lượng thuốc cho nhiều loại bệnh khác nhau từ cảm cúm, sốt cho tới các loại kháng sinh liều cao, thuốc giảm đau, thuốc an thần. Đặc biệt các kho thuốc trên các tàu chiến của JMSDF thường có lượng dự trữ thuốc giảm đau dạng gây nghiện như Morphin rất cao, đề phòng trường hợp các thủy thủ bị thương nặng trong khi giao tranh.
Phòng thông tin của tàu với nhân viên trực ban có nhiệm vụ đọc các thông tin về tình hình chính trị, xã hội của Nhật Bản cũng như của thế giới hàng ngày cho binh sĩ. Do đặc tính tách biệt hoàn toàn với đất liền để đảm bảo bí mật vị trí tàu nên các bản tin cập nhật thông tin rất được chú trọng để binh lính có thể cập nhật được tin tức từ trong đất liền sớm nhất có thể. Phòng bếp trên tàu có dự trữ khá nhiều đồ ăn đông lạnh, từ thịt cho tới rau củ quả. Nhà bếp hoạt động 24/7 để phục vụ cho 2 ca làm việc kéo dài 12 tiếng mỗi ngày, các thủy thủ sẽ có đồ ăn nóng phục vụ bất cứ lúc nào họ muốn. Phòng ăn cũng như đồ ăn của sĩ quan được chuẩn bị riêng. Khẩu phần ăn của thủy thủ Nhật Bản thường mang đậm chất truyền thống và cá là một trong những thực phẩm không thể thiếu trong các bữa ăn của người Nhật nói chung và binh sĩ JMSDF nói riêng.
Vì diện tích các phòng chức năng, khu giải trí trên tàu có hạn nên trong lúc giải lao các thủy thủ trên tàu cũng phải đảm bảo kỷ luật giờ giấc nghiêm ngặt, các thủy thủ cũng phải tránh tuyệt đối việc tụ tập với số lượng lớn người ở một phòng nào đó, gây khó khăn trong trường hợp có báo động khẩn hoặc sẽ bị tổn thất nặng về nhân mạng khi bị tấn công bất ngờ mà không kịp di chuyển vào vị trí trực chiến.

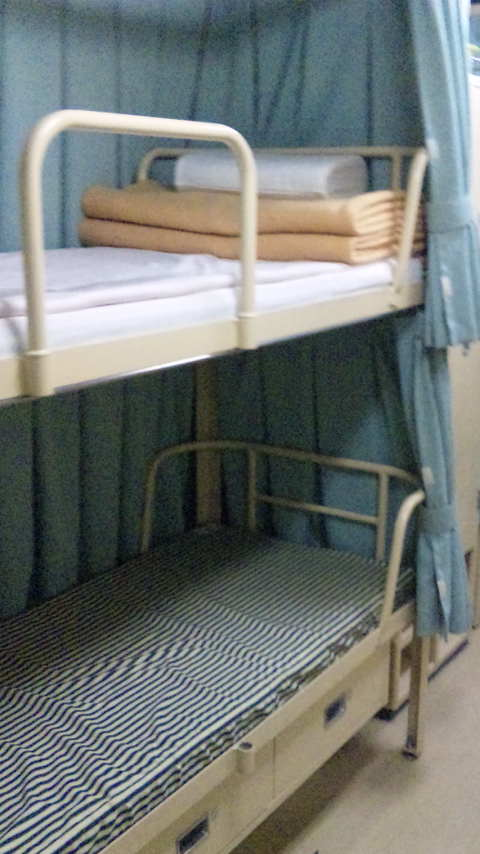
Giường tầng của thủy thủ đoàn.
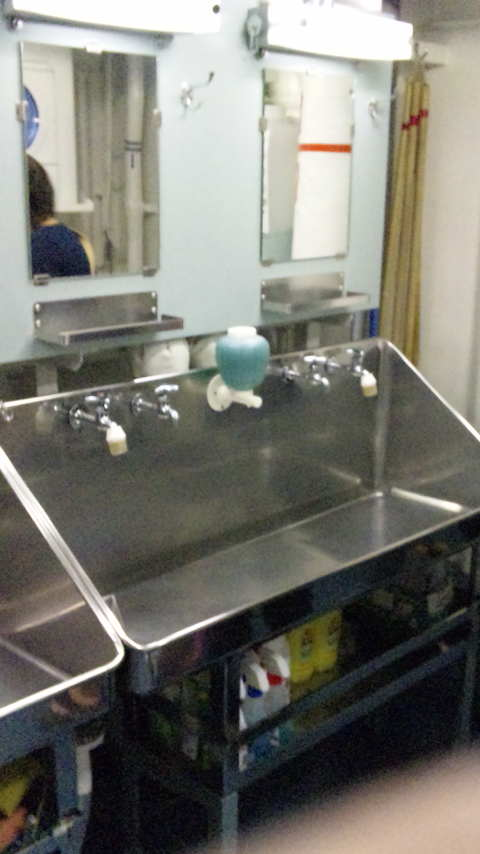
Khu vực phòng tắm của tàu JS Atago (DD-177).

## Hệ thống điện tử
Tàu khu trục lớp Atago được trang bị hệ thống Chỉ huy, kiểm soát, thông tin, máy tính và tình báo (Command, Control, Computer, Communication & Intelligence - C4I). Hệ thống C4I bao gồm hệ thống thông tin vệ tinh AN/USC-32 (EHF), hệ thống MOF (OYQ-31-6 C2T + NORA-1 / NORQ-1), hệ thống chiến đấu Aegis (AWS) cải tiến và hệ thống kiểm soát tác chiến chống ngầm AN/SQQ-89 (V) 15J ASWCS.

### Hệ thống chiến đấu Aegis (AWS) cải tiến
Atago được trang bị hệ thống chiến đấu Aegis 7 giai đoạn 1, đây là biến thể nâng cấp lần thứ 7 của hệ thống chiến đấu tối tân Aegis. Chương trình Aegis 7 được thực hiện vào năm 1998 và chia làm 2 giai đoạn (giai đoạn 1 được thực hiện từ năm 1998, giai đoạn 2 được thực hiện từ năm 2002). Năm 2012, Lockheed Martin đã tiến hành nâng cấp lớn hệ thống chiến đấu Aegis của các tàu khu trục lớp Atago, toàn bộ chương trình nâng cấp trị giá 421 triệu USD.
Cảm biến chính của tàu sau nâng cấp là radar AN/SPY-1D (V), cải tiến quan trọng của radar là có khả năng nhận dạng và phân biệt mục tiêu trong môi trường lộn xộn tại các khu vực ven bờ (tức là các mục tiêu nằm giữa các khu vực vừa có mặt đất, mặt nước, núi đồi…). Đây là điều mà radar trên tàu khu trục lớp Kongo không làm được.
Gói nâng cấp này còn tích hợp năng lực phòng thủ tên lửa đạn đạo chiến thuật, trang bị máy tính tiên tiến với khả năng tính toán siêu tốc, hệ thống điện tử tích hợp AIEWS. Hệ thống hỗ trợ chiến thuật tiên tiến, hoàn thiện khả năng tích hợp tác chiến mặt nước, hoàn thiện khả năng tác chiến chống ngầm biển sâu.
Điểm nổi bật của hệ thống Aegis 7 là cải thiện độ chính xác trong việc bám, bắt mục tiêu, radar AN/SPY-1D(V) nâng cấp có khả năng bắt mục tiêu ở độ cao thấp hơn so với radar trước đó đã được lắp đặt trên tàu khu trục lớp Kongo.
Với khả năng bắt mục tiêu ở độ cao rất thấp cho phép hệ thống Aegis 7 trên tàu khu trục lớp Atago có thể phát hiện và vô hiệu hóa các mục tiêu là tên lửa đạn đạo chiến thuật, tên lửa hành trình chống hạm thường bay ở độ cao thấp ngay khi nó vừa xuất phát từ các căn cứ ven bờ.

### Cảm biến/radar
Các bộ cảm biến trên tàu bao gồm radar định vị nhận dạng và theo dõi mục tiêu mặt nước OPS-28E, radar chuyển hướng, dẫn đường OPS-20B. Năm 2017, radar OPS-28E đã được thay thế bằng loại AN/SPQ-9B (hoat động trên băng tần X) do Northrop Grumman sản xuất.

### Sonar
Hệ thống kiểm soát tác chiến chống ngầm AN/SQQ-89 (V) 15J ASWCS bao gồm các hệ thống sonar kiểu mảng kéo AN/SQR- 20 MFTA và sonar kết hợp chủ/bị động phát hiện và xác định vị trí tàu ngầm AN/SQS-53C. AN/SQS-53C có thể phát hiện trên tầm xa đến 150 dặm (278 km). Anten của AN/SQS-53C là loại TR-343J do Tổng công ty NEC sản xuất trong nước. TR-343J được được gắn cố định trong quả cầu hình giọt nước ở mũi tàu, anten được tách rời khỏi các khoang trên tàu bằng bộ phận cách âm, giảm tối thiểu nhiễu thủy âm khi sonar hoạt động. Sonar kiểu mảng kéo AN/SQR- 20 MFTA là loại sonar hoạt động trên tần số thấp LFA (100–500 Hz). AN/SQR- 20 MFTA có thể cho phép phát hiện mục tiêu ở khoảng cách đến 70 km, độ sâu từ 200 m cho đến 2 km dưới mặt nước biển. Mỗi lần phát xung tìm kiếm kéo dài từ 6 đến 100s. Giãn cách thời gian giữa hai lần phát là 6 – 15 phút.

### Hệ thống kiểm soát hỏa lực (FCS)
Hệ thống kiểm soát hỏa lực Mk-116 dùng cho hệ thống vũ khí chống ngầm, hệ thống kiểm soát hỏa lực Mk-160 kết hợp hệ thống kính ngắm quang học Mk46 OSS dùng cho pháo hạm 127 mm Mk45 mod 4 (hiện đã được thay thế bằng loại Mk.20 EOS) và hệ thống kiểm soát hỏa lực Mk-99 mod 8 cung cấp kênh dẫn hướng cho tên lửa đã được radar AN/SPY-1D(V) chiếu xạ. Mk-99 mod 8 gồm 3 hệ thống radar AN/SPG-62A hoạt động trên băng tần J, hệ thống cho phép chiếu xạ mục tiêu dẫn đường pha cuối cho tên lửa đánh chặn SM-2/SM-3. Tàu có 4 anten có thể cùng lúc dẫn tên lửa đánh 4 mục tiêu.

### Hệ thống chiến tranh điện tử
Phương thức "bảo vệ mềm" (soft-kill) của Atago bao gồm hệ thống chiến tranh điện tử NOLQ-2B ESM/ECM và hệ thống mồi bẫy Mk-137 SRBOC (4 giá x18-ống phóng bố trí ở giữa thân tàu). Hệ thống chiến tranh điện tử NOLQ-2 ESM/ECM dùng để dò tìm tín hiệu vô tuyến phát từ radar tàu và tên lửa đối phương, đồng thời phát tín hiệu gây nhiễu làm nhiễu đầu dò radar của tên lửa chống hạm, khiến chúng bám theo các mục tiêu ảo hoặc giảm tầm hiệu quả của đầu dò, cho phép tàu tránh được tên lửa. Hệ thống Mk-137 SRBOC thường kết hợp với hệ thống chiến tranh điện tử NOLQ-2B ESM/ECM. Cơ chế hoạt động của nó là phóng ra các rocket thả lá nhôm, tạo ra mục tiêu giả, gây nhầm lẫn cho đầu dò của tên lửa đang hướng đến.
Ngoài ra, tàu còn có hệ thống nhử mồi ngư lôi kiểu mảng kéo Type 04 được điều khiển số hóa và thiết kế kiểu module, có khả năng đánh lừa loại ngư lôi tìm bắt mục tiêu nhờ âm thanh. Khi triển khai, Type 04 được phóng ra từ phía đuôi tàu thông qua ống phóng để phóng ra một phao tiêu hình dây, sử dụng một dây cáp điện đồng trục truyền tín hiệu kéo theo phía đuôi tàu. Bên trong phao tiêu là một thiết bị phát âm thanh dưới nước, sử dụng phương thức điện tử hoặc điện cơ để phát ra tín hiệu âm thanh dụ ngư lôi. Do tín hiệu phát ra mạnh hơn cả tín hiệu âm thanh của tàu nên có thể bảo vệ cho tàu không bị tấn công.

### Hệ thống thông tin liên lạc
Hệ thống thông tin liên lạc của tàu ngoài hoạt động trên tần sóng ngắn thông thường (HF), tần số rất cao (VHF) và tần số cực cao (UHF), còn có thể tham gia vào mạng dữ liệu tích hợp (JDN) và Hệ thống dữ liệu chiến thuật Hải quân (NTDS). Được liên kết thông qua hệ thống thông tin liên lạc cấp chiến thuật Link 11 và Link 16. Đối với liên lạc vệ tinh, tàu đươc trang bị hệ thống liên lạc vệ tinh NORA-1C (hoạt động trên băng tần X) dùng để kết nối với vệ tinh SUPERBIRD B2, NORQ-1 (hoạt động trên băng tần Ku) và AN/USC-42 kết nối với UHF-SATCOM của Quân đội Liên bang Mỹ.
Các hệ thông này giúp kết nối tất cả các đơn vị thuộc Lực lượng Phòng vệ Nhật Bản (JSDF) và đồng minh tới từng thiết bị quân sự. Cho phép tàu lớp Atago có thể trao đổi với các tàu chiến khác cũng như các máy bay chiến đấu và các lực lượng mặt đất của JSDF các dữ liệu dạng hình ảnh, tọa độ mục tiêu và tin nhắn dạng văn bản ở cấp chiến thuật trong thời gian gần với thời gian thực.
Ngoài link-16, Atago còn được tích hợp hệ thống phối hợp trong tác chiến (CEC) của Mỹ. CEC trên tàu kết hợp với máy bay cảnh báo sớm trên không AWACS E-2D Hawkeye của Lực lượng Phòng vệ trên không Nhật Bản (JASDF) cho phép chia sẻ dữ liệu cảm biến để dẫn đường cho tên lửa. E-2D có thể cung cấp dữ liệu mục tiêu cho tên lửa SM-2/SM-3 phóng đi từ tàu để tấn công các mục tiêu bên ngoài tầm của radar trên chiến hạm. Ngoài ra, CEC còn cho phép các tàu lớp Atago phối hợp với các tàu chiến và máy bay của Quân đội liên bang Mỹ.

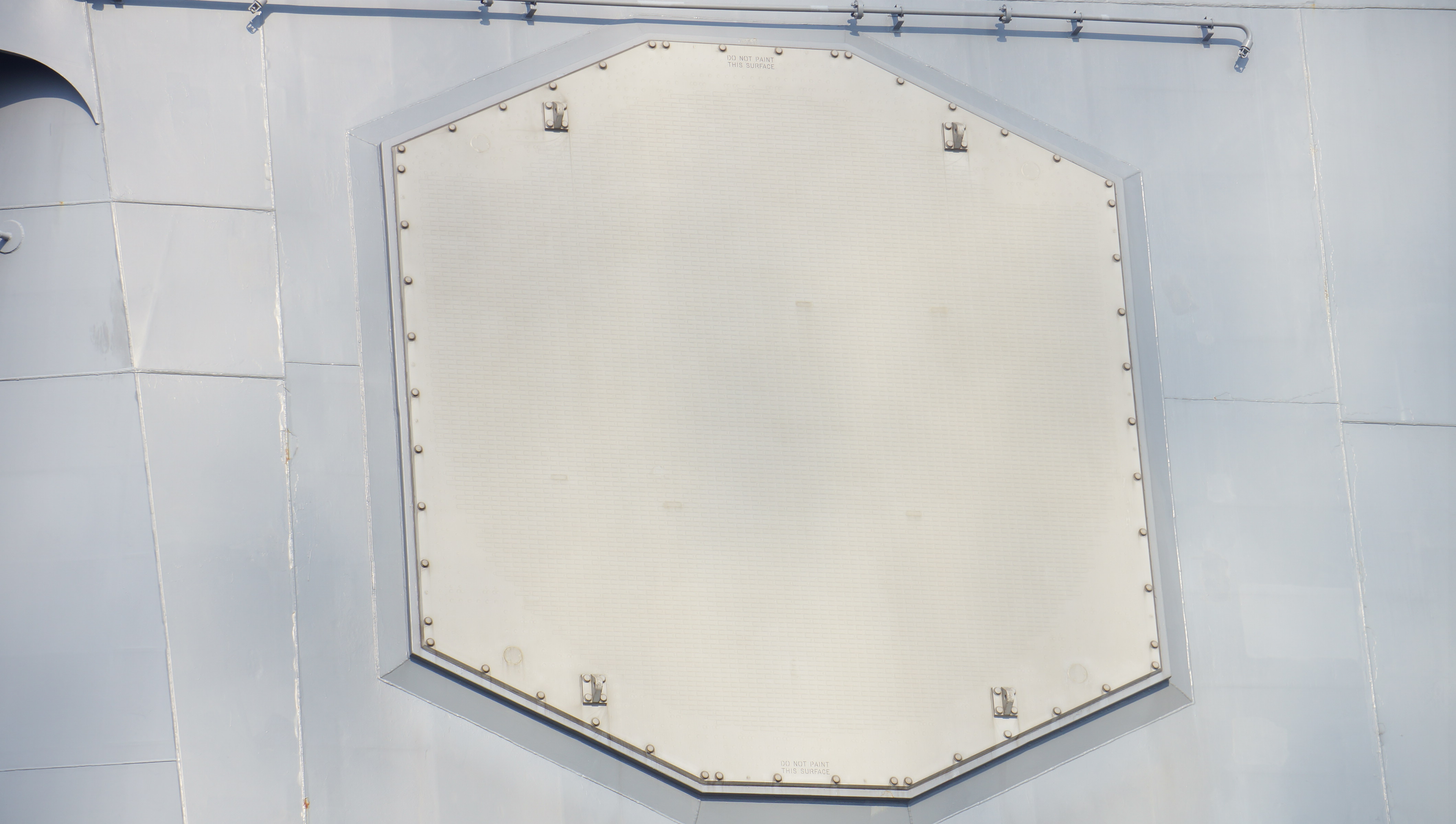
Radar quét mạng pha điện tử chủ động AN/SPY-1D (V) của tàu JDS Atago (DDG-177).
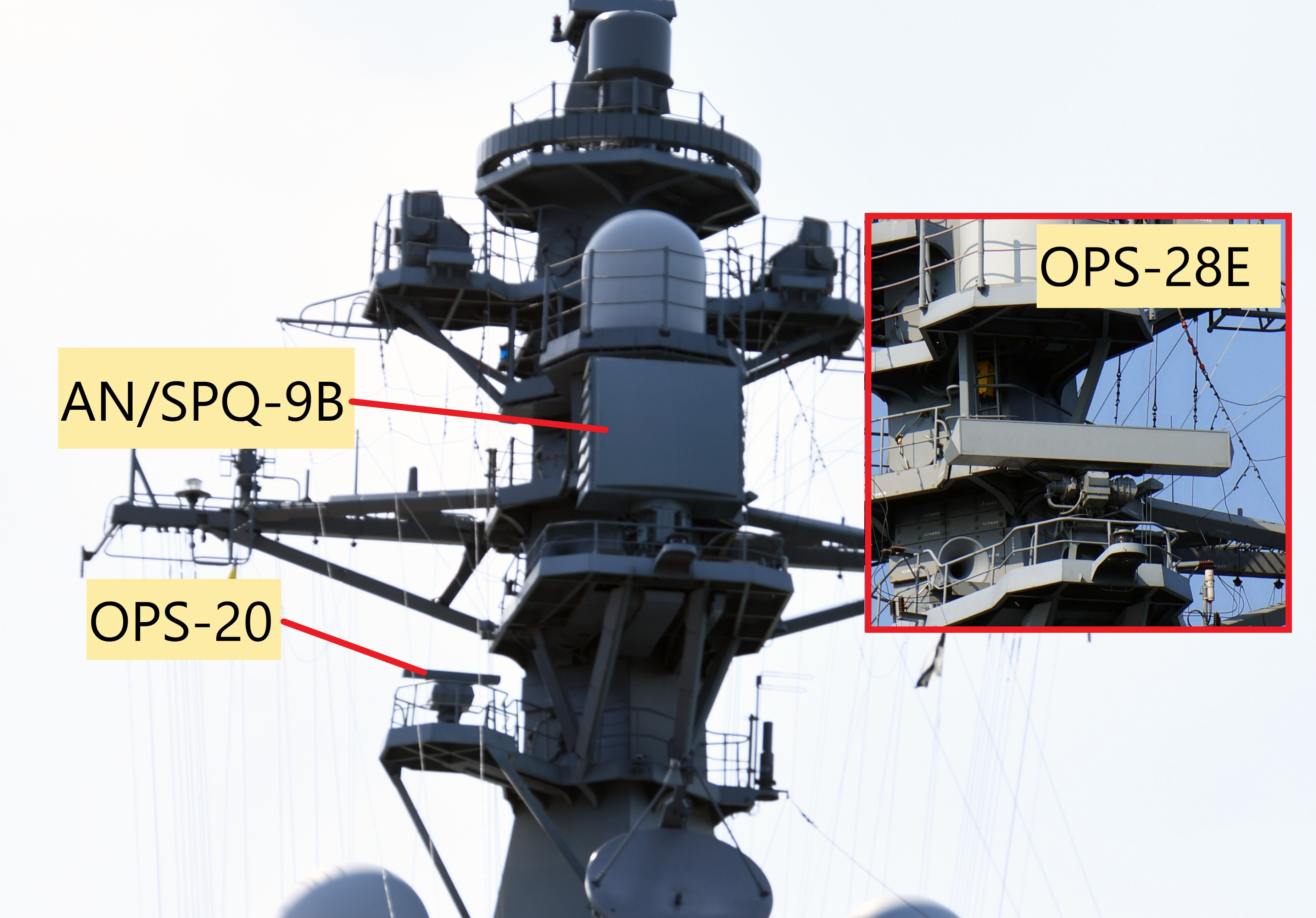
Radar định vị nhận dạng và theo dõi mục tiêu mặt nước SPQ-9B (bên phải là loại OPS-28 trang bị trước đây).
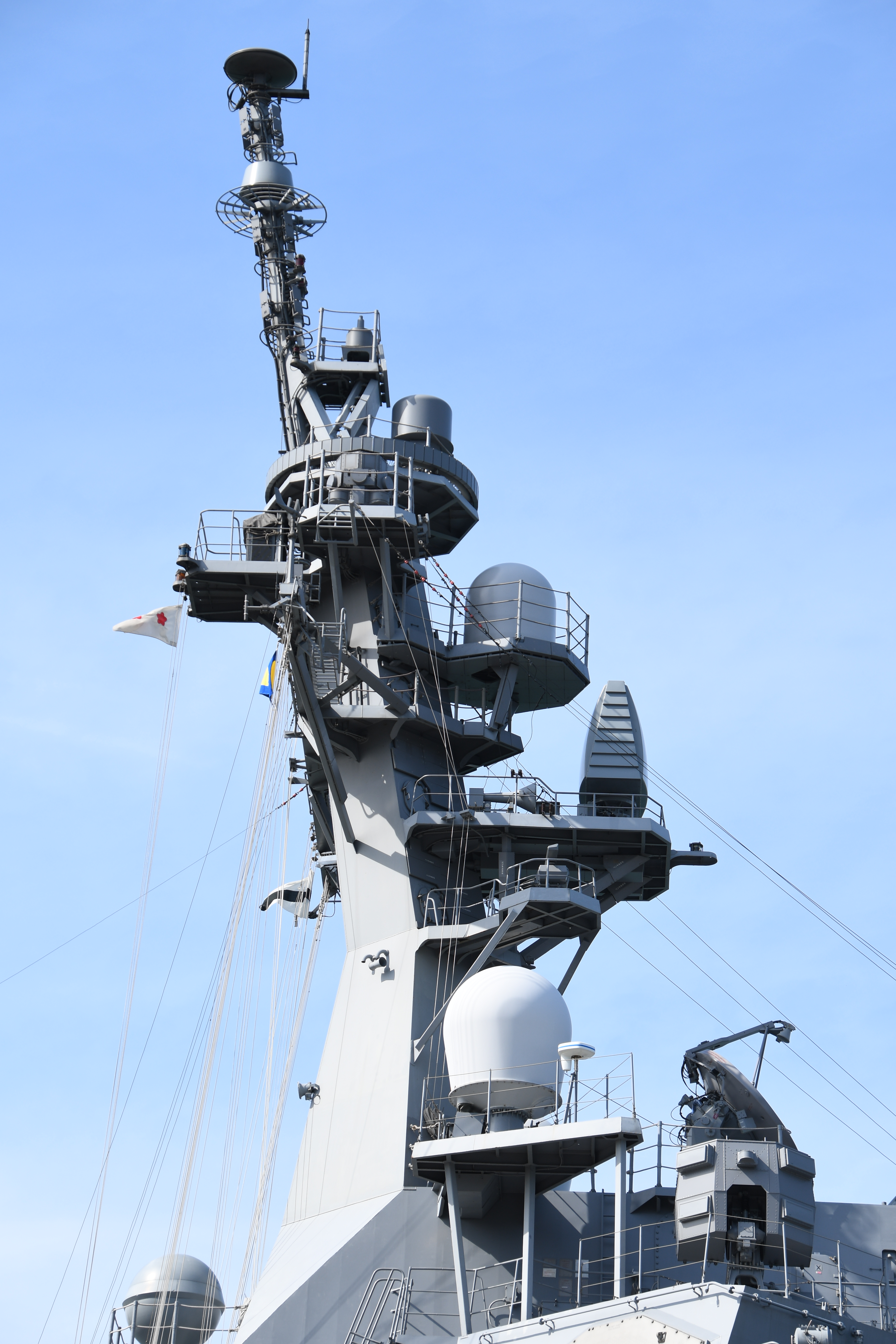
Hệ thống liên lạc vệ tinh NORA-1C.
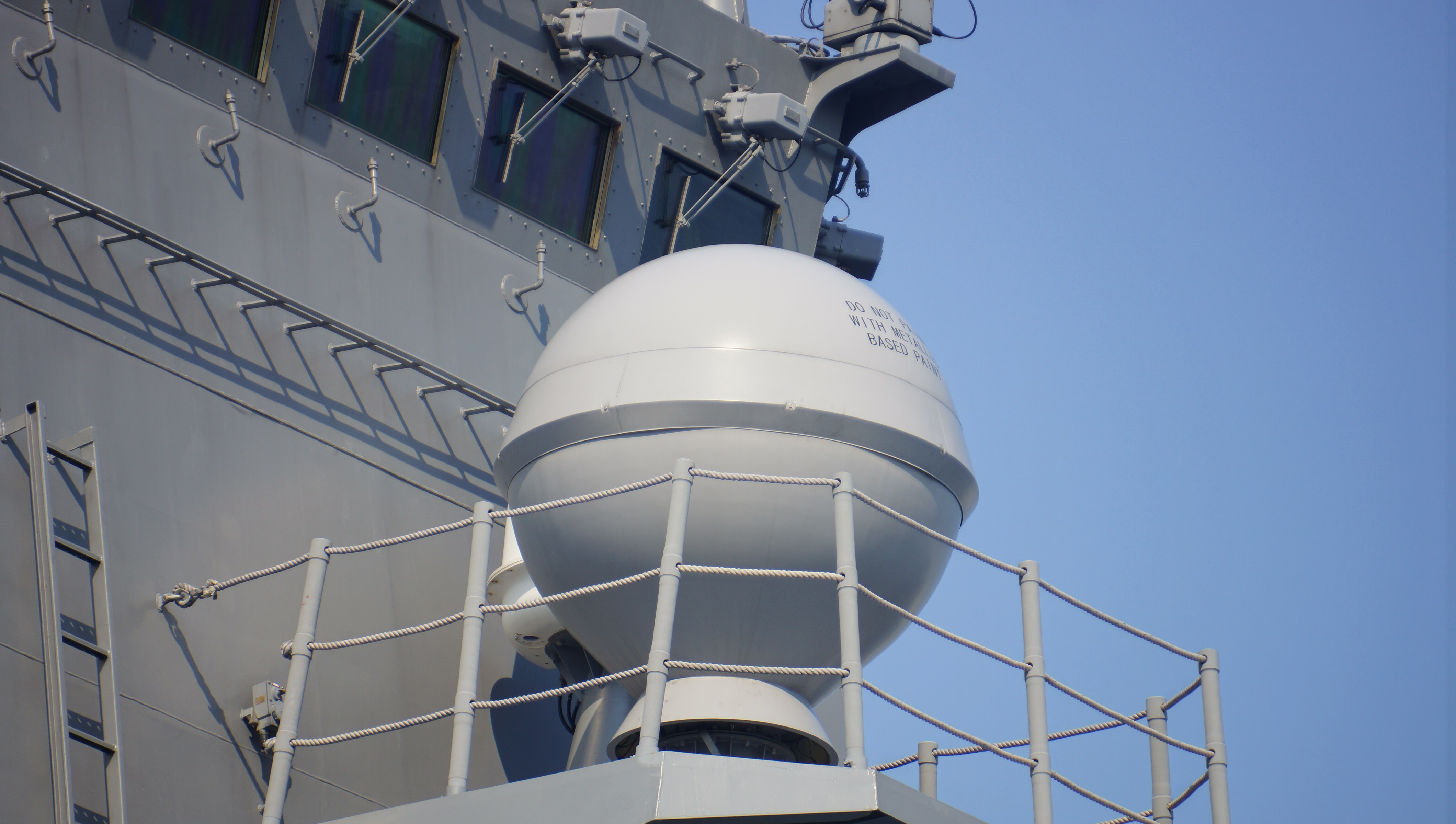
Hệ thống liên lạc vệ tinh AN/USC-42.
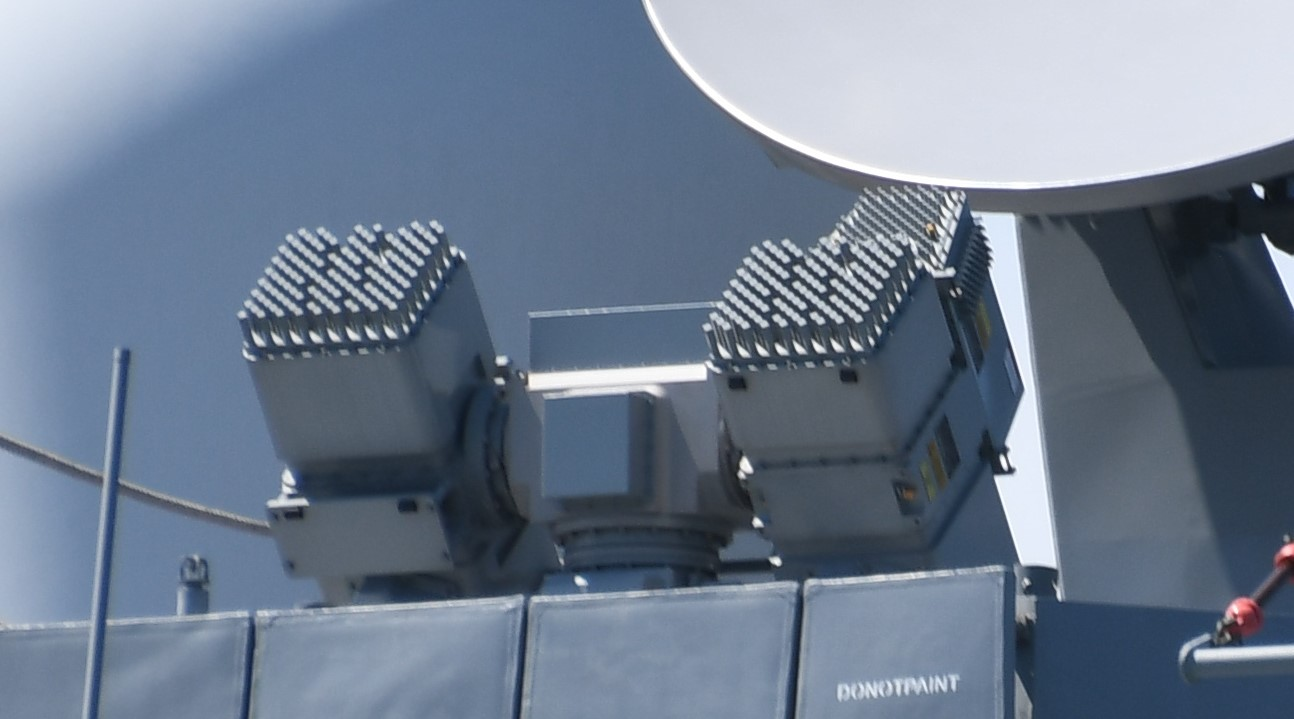
Hệ thống cảm biến quang điện Mk.20.
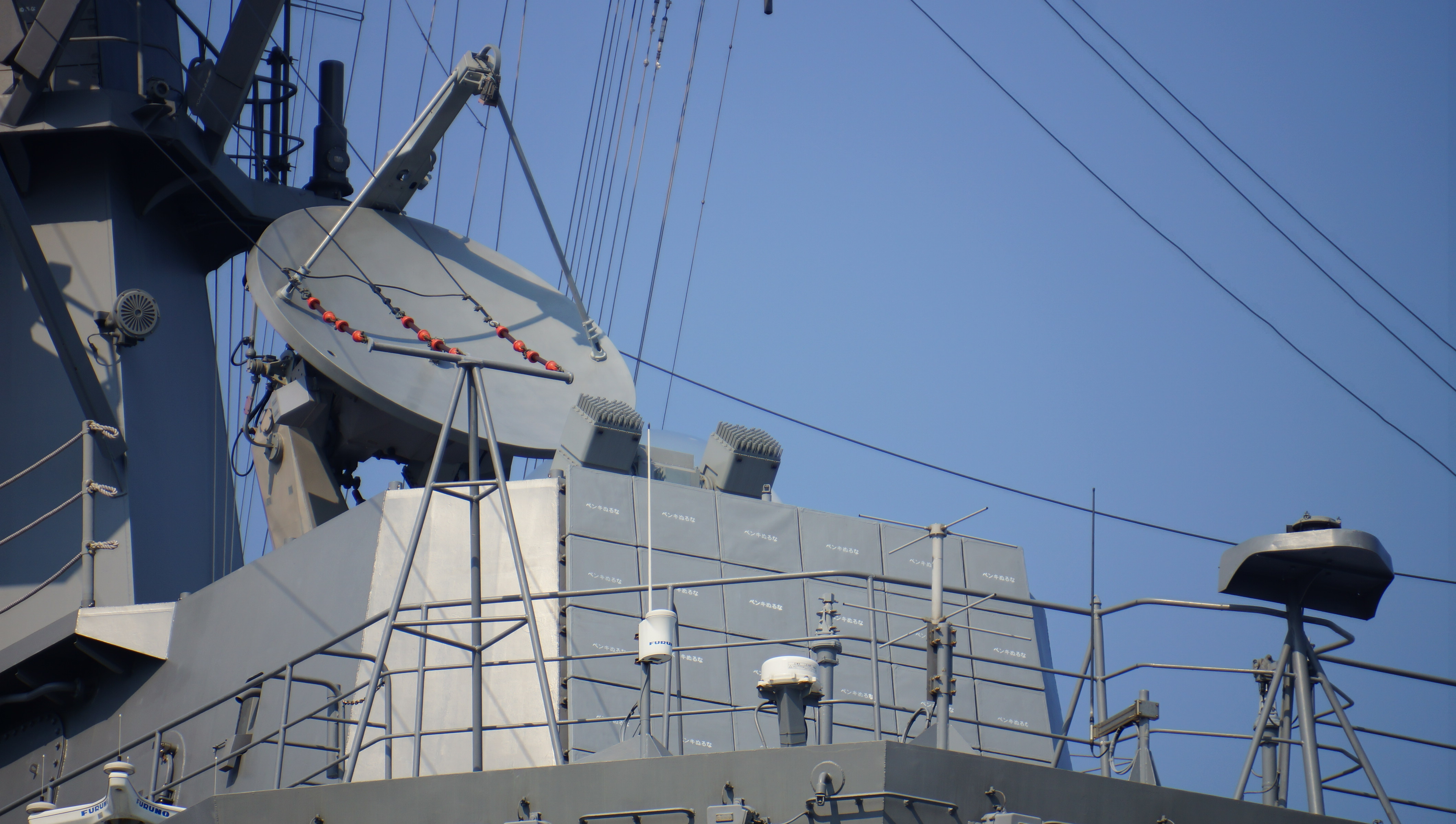
Radar chiếu xạ mục tiêu AN/SPG-62A.
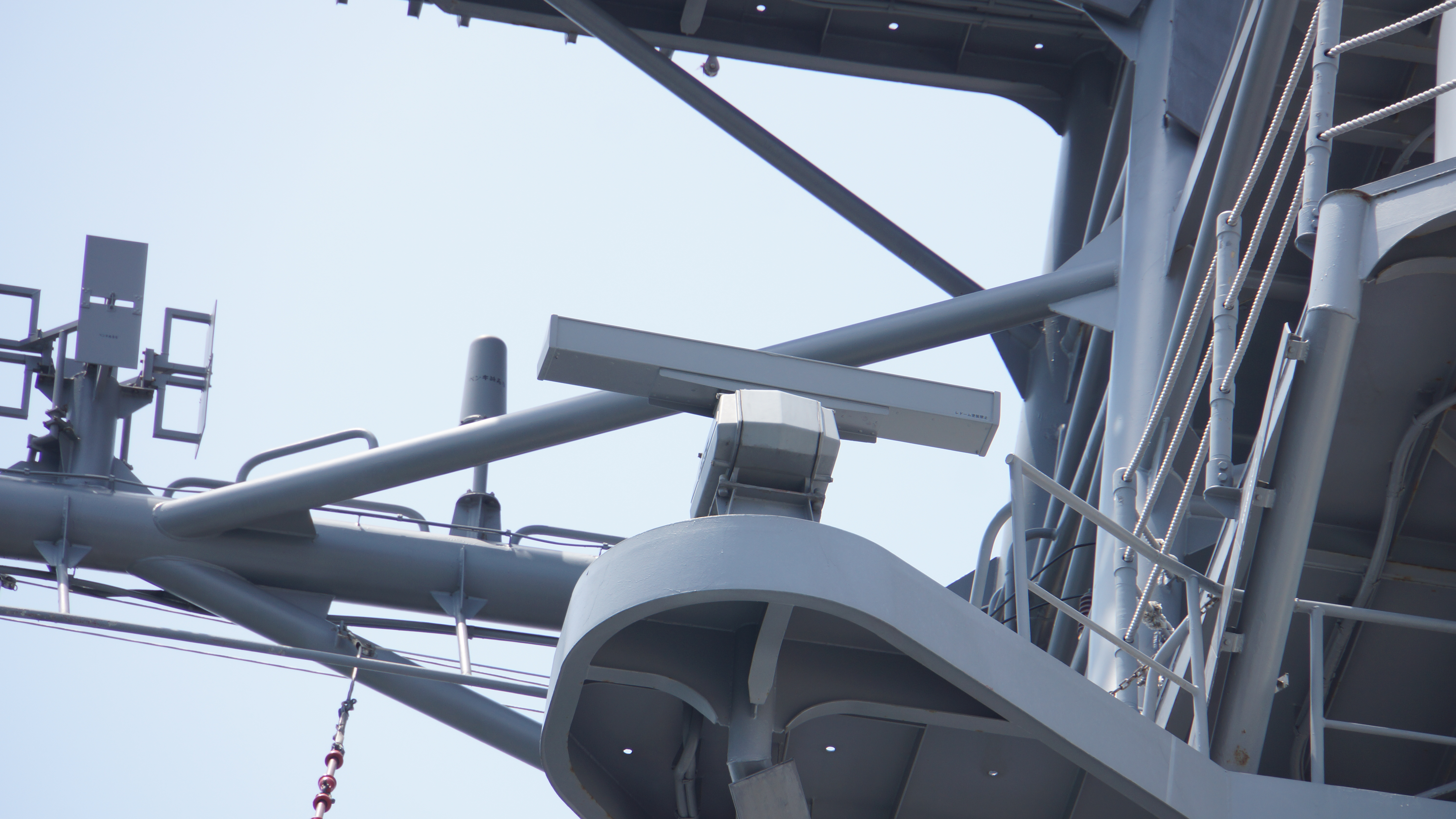
Radar chuyển hướng, dẫn đường OPS-20B.
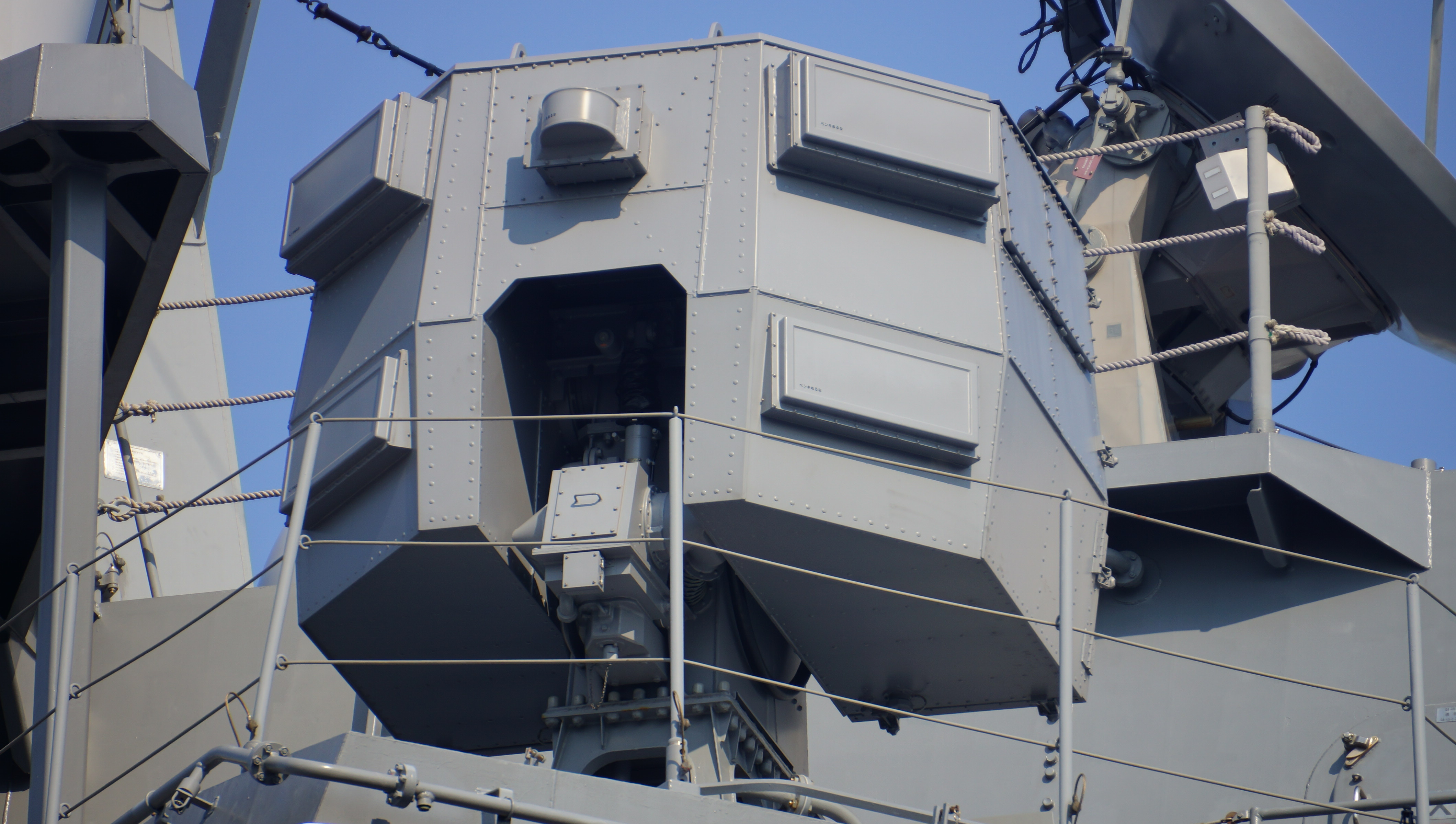
Hệ thống chiến tranh điện tử tích hợp NOLQ-2B (ECM).
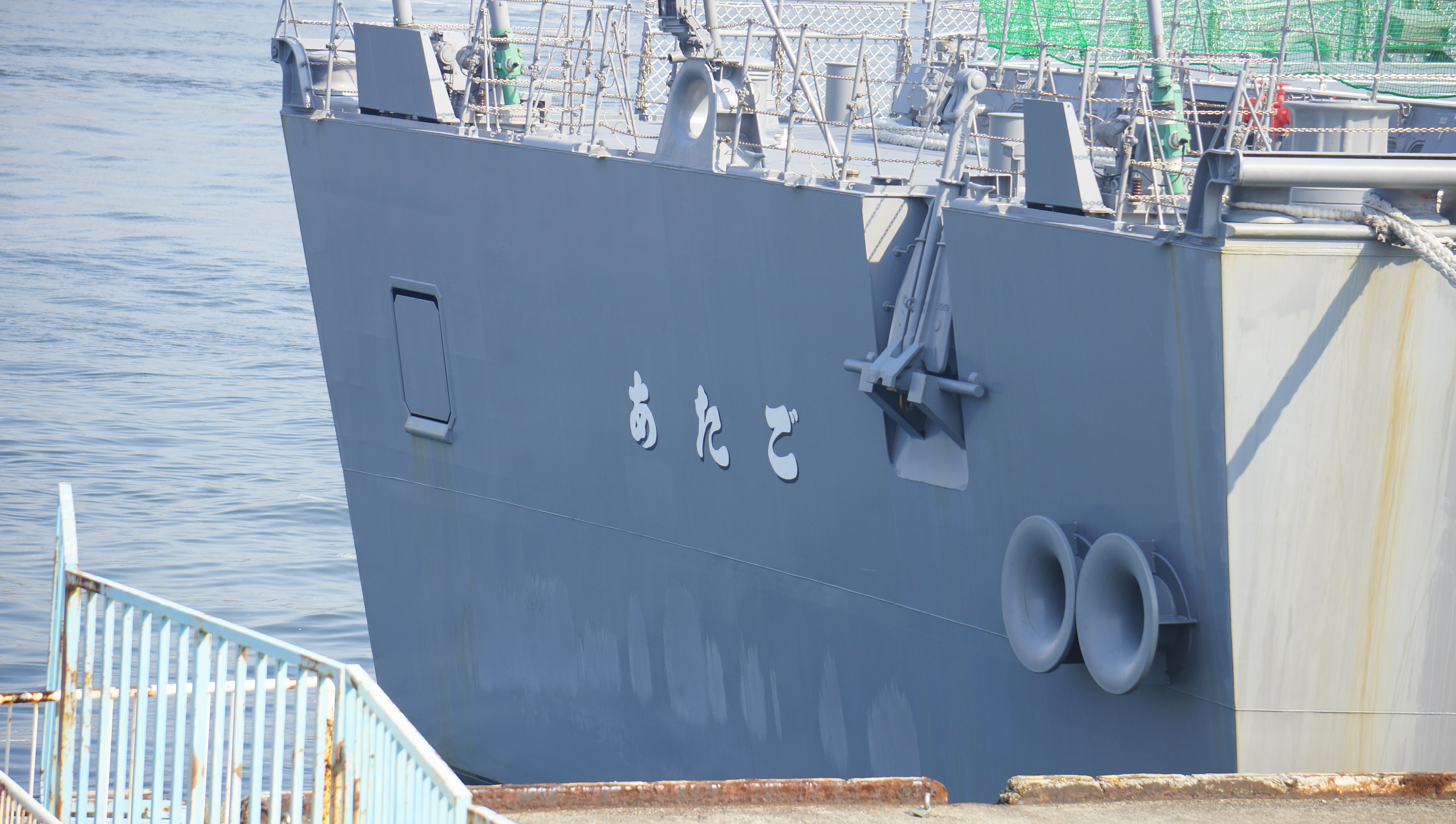
Cửa sập dùng để thả sonar kiểu mảng kéo AN/SQR- 20 MFTA của JS Atago (DD-177).

## Tên lửa và ngư lôi

### Tên lửa phòng không RIM-66M-5 Standard SM-2ER Block IIIB/RIM-161 Standard SM-3 Block IA ABM
Tàu khu trục lớp Atago được lắp đặt hệ thống phóng thẳng đứng VLS Mk-41 mod 20 với 64 hệ thống phóng ở phía trước và 32 ở phía sau. Trong tác chiến phòng không, tàu trang bị tên lửa phòng không tầm xa RIM-66M-5 Standard SM-2ER Block 3B tầm bắn từ 74–170 km, tầm cao 24 km, tốc độ hành trình Mach 3,5, lắp đầu đạn phân mảnh MK-115. RIM-66M-5 Standard SM-2ER Block IIIB do Tập đoàn Raytheon (Mỹ) nghiên cứu phát triển và đưa vào sử dụng trong những năm 1990. RIM-66M-5 được trang bị một động cơ phụ tăng cường lực đẩy Mk-72 ứng dụng hệ thống kiểm soát lực đẩy vector để điều chỉnh đường bay và không có vây ổn định. Tên lửa SM-2ER Block 3B được dẫn đường qua 3 giai đoạn, giai đoạn bằng quán tính, giai đoạn giữa thông qua radar AN/SPY-1D (V), giai đoạn cuối dẫn bằng radar bán chủ động. Mỗi quả tên lửa SM-2ER Block 3B có giá khoảng 3 triệu đô la.
Khi thực hiện nhiệm vụ chống tên lửa đạn đạo tầm trung, tàu sẽ sử dụng tên lửa đánh chặn RIM-161 Standard SM-3 Block 1A ABM. Tên lửa đánh chặn SM-3 được phát triển dựa trên SM-2 Block IV (RIM-156), tên lửa nặng 1,5 tấn, dài 6,55m, đường kính thân 0,34m, sải cánh 1,57m. SM-3 được thiết kế với 3 tầng động cơ đẩy nhiên liệu rắn cho phép đạt tốc độ đánh chặn 9.600 km/h (gấp gần 8 lần vận tốc âm thanh), tầm bắn trên 500 km, độ cao bay 160 km. Mỗi quả SM-3 Block 1А có đơn giá 9,5-10 triệu đô la. Ngày 21 tháng 2 năm 2008, sau quá trình chuẩn bị, tàu tuần dương USS Lake Erie của Hải quân Liên bang Mỹ đã sử dụng tên lửa SM-3 Block 1А để đánh chặn và phá hủy vệ tinh mất điều khiển USA-193 trên khoảng cách 275 km.
Nguyên lý hoạt động của SM-3 Block 1A là khi hệ thống radar mạng pha AN/SPY-1D (V) phát hiện mục tiêu tên lửa đạn đạo, hệ thống vũ khí Aegis dựa vào các thông số cần thiết (tốc độ mục tiêu, quỹ đạo bay) tính toán một giải pháp đánh chặn. Sau đó, hệ thống sẽ kích hoạt tên lửa đánh chặn SM-3 Block 1A để tiêu diệt mục tiêu. SM-3 Block 1A rời bệ phóng thẳng đứng Mk-41 mod 20 bằng tầng động cơ khởi tốc nhiên liệu rắn Mk-72 4 loa phụt. Giai đoạn này tên lửa chủ yếu được dẫn đường bằng hệ thống định vị quán tính.
Khi cháy hết nhiên liệu, tên lửa sẽ tách tầng khởi tốc Mk-72 và kích hoạt động cơ tăng tốc – hành trình 2 chế độ Mk-104. Giai đoạn này tên lửa được dẫn hướng thông qua radar AN/SPY-1D (V) trên tàu phóng với sự hỗ trợ của hệ thống định vị toàn cầu GPS. Sau khi tách tầng đẩy Mk-104, tầng 3 động cơ đẩy tăng cường Mk-136 (cháy trong 30 giây) sẽ được kích hoạt và đưa tên lửa vượt ra ngoài tầng khí quyển. Мk-136 là động cơ nhiên liệu rắn 2 lần khởi động do Công ty Alliant Techsystems (ATK) chế tạo. Nó được nạp 2 liều phóng rắn ngăn cách bởi hệ thống barier, kết cấu của nó làm bằng các vật liệu composite epoxy grafit và carbon-carbon. Để ổn định và định hướng tầng 3 tên lửa khi bay tự hoạt trong thành phần động cơ có hệ thống điều khiển tích hợp sử dụng gas lạnh làm thể công tác.
Khi tên lửa tách tầng đẩy Mk-136, thì kết cấu tầng tự dẫn LEAP (Lightweight Exo-Atmospheric Projectile) nặng 23 kg được kích hoạt. Tầng tự dẫn LEAP sẽ tự động tìm kiếm mục tiêu thông qua các dữ liệu từ hệ thống chiến đấu Aegis trên tàu phóng tên lửa. LEAP dùng một cảm biến hồng ngoại kết hợp radar bán chủ động để xác định mục tiêu. LEAP có thể phân biệt được đâu là đầu đạn tên lửa, đâu là mảnh vụn tách ra từ tầng đẩy tên lửa. Trong module LEAP tích hợp đầu đạn động năng (dùng động lực để phá hủy mục tiêu thay vì thuốc nổ). Theo tính toán, động năng của vụ va chạm có thể đạt 130 Jun (tương đương với 31 kg thuốc nổ TNT) đủ khả năng phá hủy mục tiêu tên lửa đạn đạo.

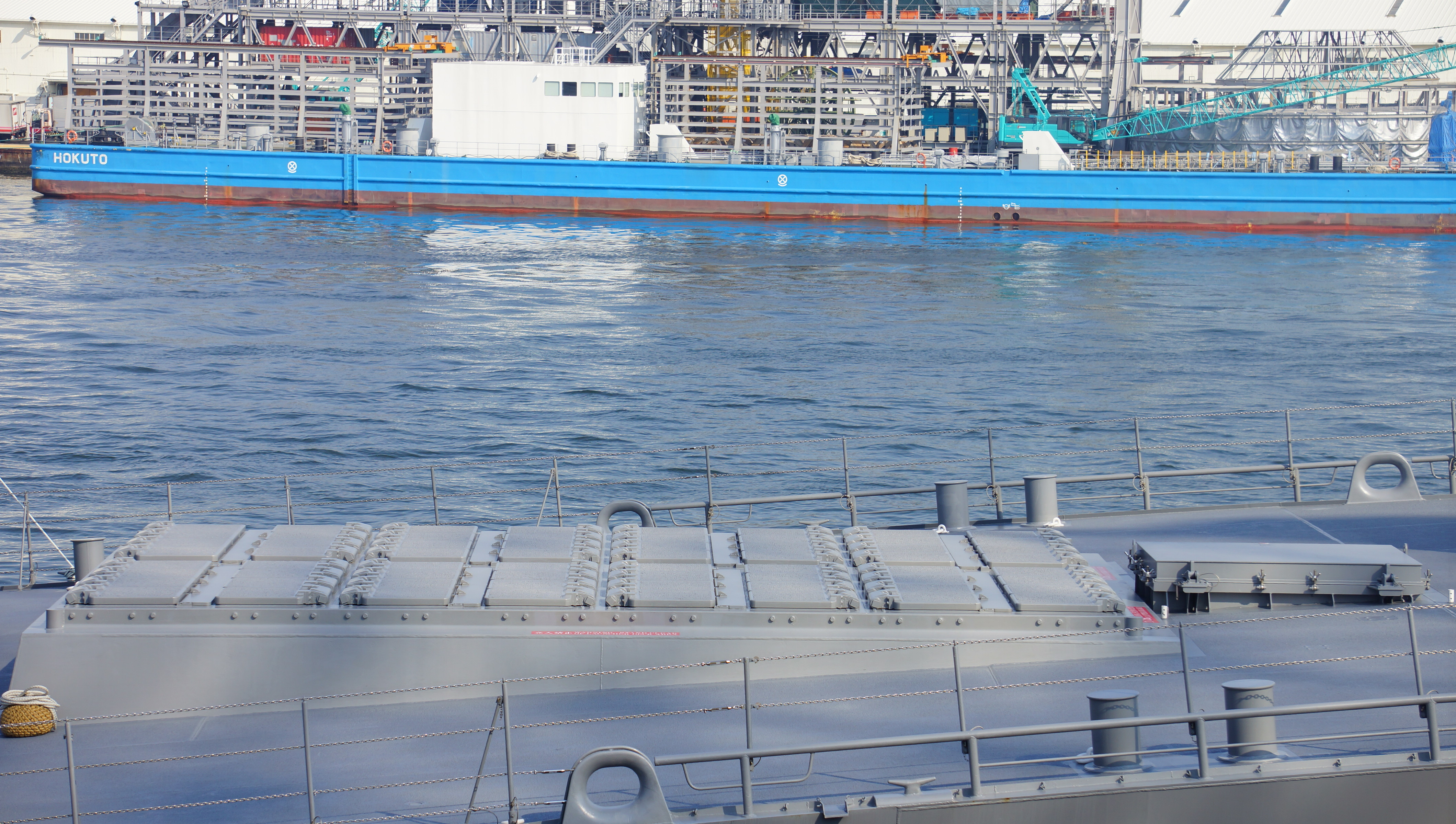
Hệ thống ống phóng thẳng đứng (VLS) Mk-41 mod 20 của tàu JS Atago (DD-177)
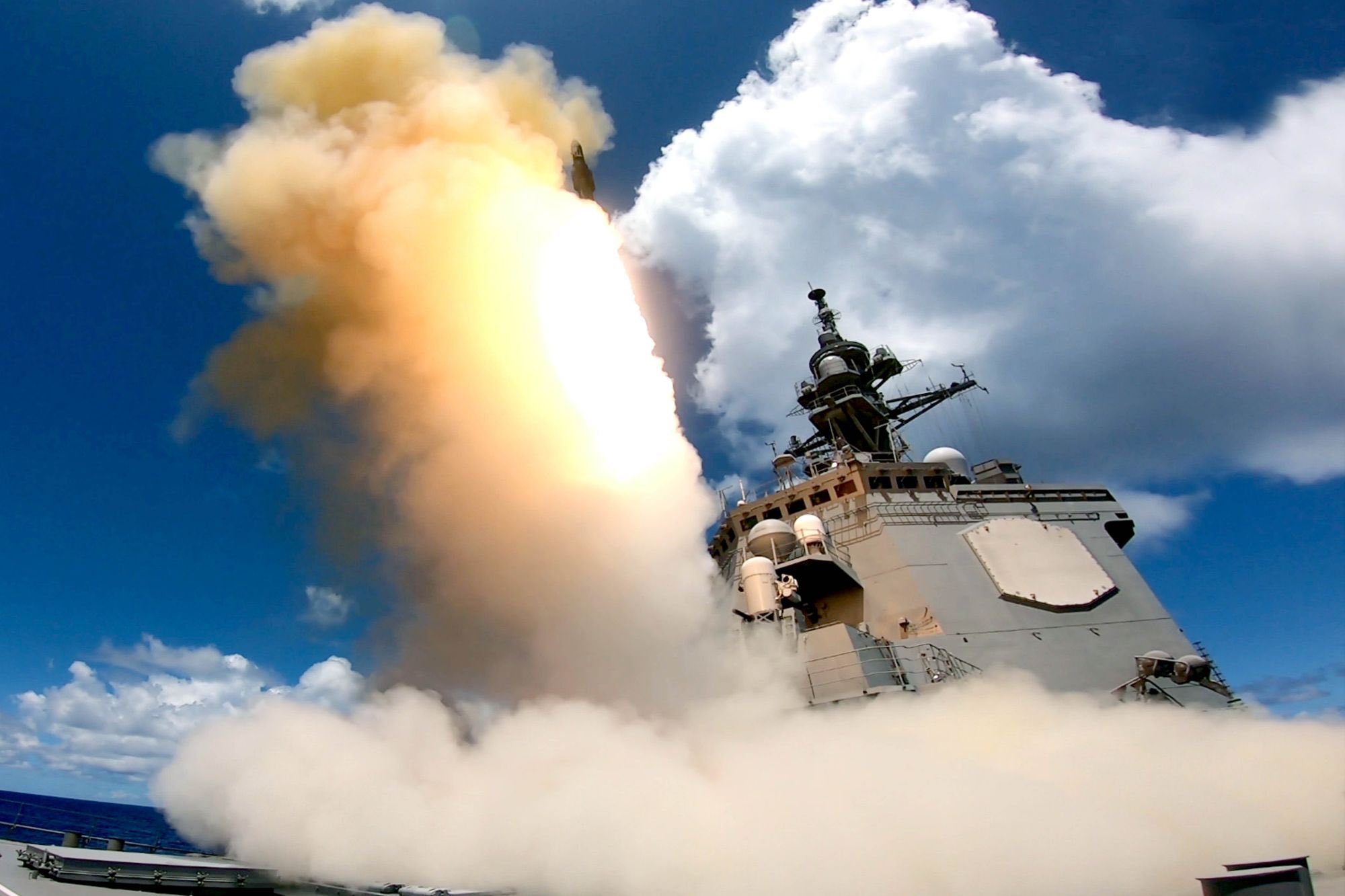
JS Ashigara phóng tên lửa phòng không SM-2 trong cuộc tập trận RIMPAC 2020.

### Tên lửa chống ngầm RUM-139 VL ASROC

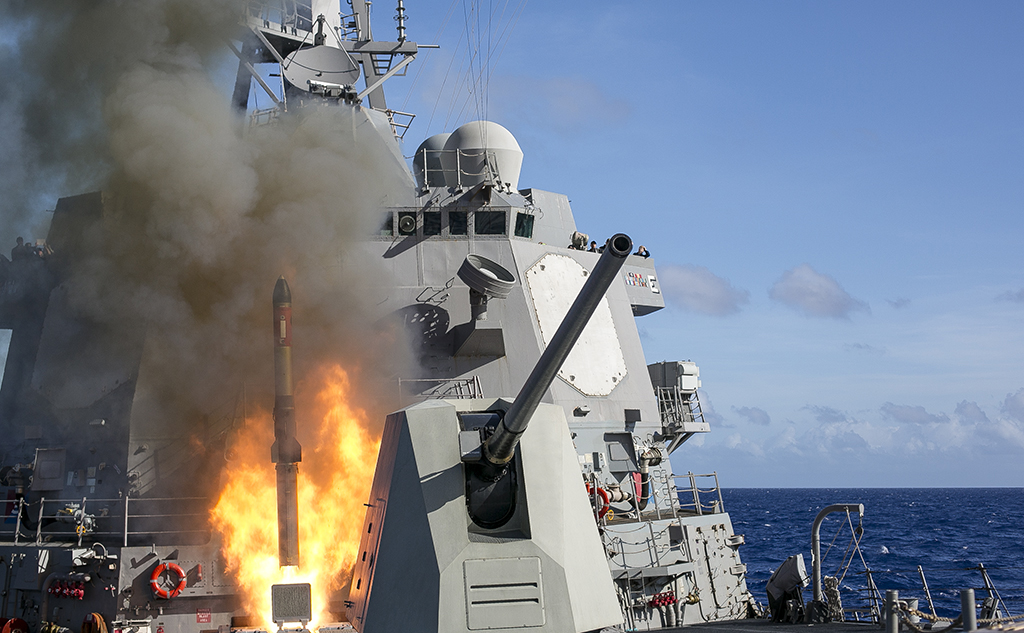
Tên lửa chống ngầm RUM-139 VL-ASROC

Để chống ngầm, Atago mang theo tên lửa chống ngầm RUM-139 VL ASROC.Tên lửa chống ngầm RUM-139 VL-ASROC được Tập đoàn Lockheed Martin (Mỹ) phát triển vào năm 1983 và chính thức chấp nhận đưa vào trang bị năm 1993. Cấu tạo của RUM-139 tương tự các họ tên lửa chống ngầm của Liên Xô.  Nó gồm hai tầng động cơ phản lực nhiên liệu rắn, động cơ tầng thứ nhất là động cơ tăng tốc lấy độ cao, động cơ tầng thứ hai là động cơ hành trình nhiên liệu rắn.
RUM-139 VL ASROC có chiều dài 4,5m, đường kính thân 0,38m, trọng lượng 820 kg và đạt tầm bắn 28 km. Tên lửa mang một quả ngư lôi chống ngầm hạng nhẹ Mk-46.
Khi có thông tin phát hiện tọa độ khu vực hoạt động của tàu ngầm đối phương từ hệ thống radar, các thông tin, dữ liệu về tọa độ mục tiêu, quỹ đạo đường đạn sẽ được truyền tải đến hệ thống máy tính điều khiển của tàu. Từ bàn điều khiển, các binh sĩ sẽ tiến hành triển khai các hoạt động chuẩn bị tên lửa, nạp dữ liệu mục tiêu vào bộ nhớ máy tính tên lửa và phóng tên lửa. Hệ thống dẫn đường quán tính được sử dụng khi bay tiếp cận vị trí của mục tiêu trong cơ sở dữ liệu  Ở một vị trí định sẵn trên quỹ đạo đường bay, ngư lôi sẽ tự tách khỏi tên lửa và rơi xuống biển bằng dù hãm, việc này sẽ giúp giảm thiểu tối đa âm thanh khi rơi xuống nước. Sau khi cắt dù, ngư lôi tự kích hoạt bộ phận tự dẫn để thực hiện hoạt động tìm kiếm và tấn công mục tiêu. Điểm mạnh của tên lửa này là sử dụng tốc độ cao của tên lửa để nhanh chóng tiêu diệt tàu ngầm khi nó bị phát hiện. RUM-139 VL ASROC thường sử dụng cơ chế bắn loạt nhiều tên lửa về phía khu vực có tàu ngầm nên xác suất tiêu diệt mục tiêu rất cao. Ngoài ra, nó cũng có khả năng tự hủy sau một thời gian nếu tìm không thấy mục tiêu.

### Ngư lôi hạng nhẹ Mk-46

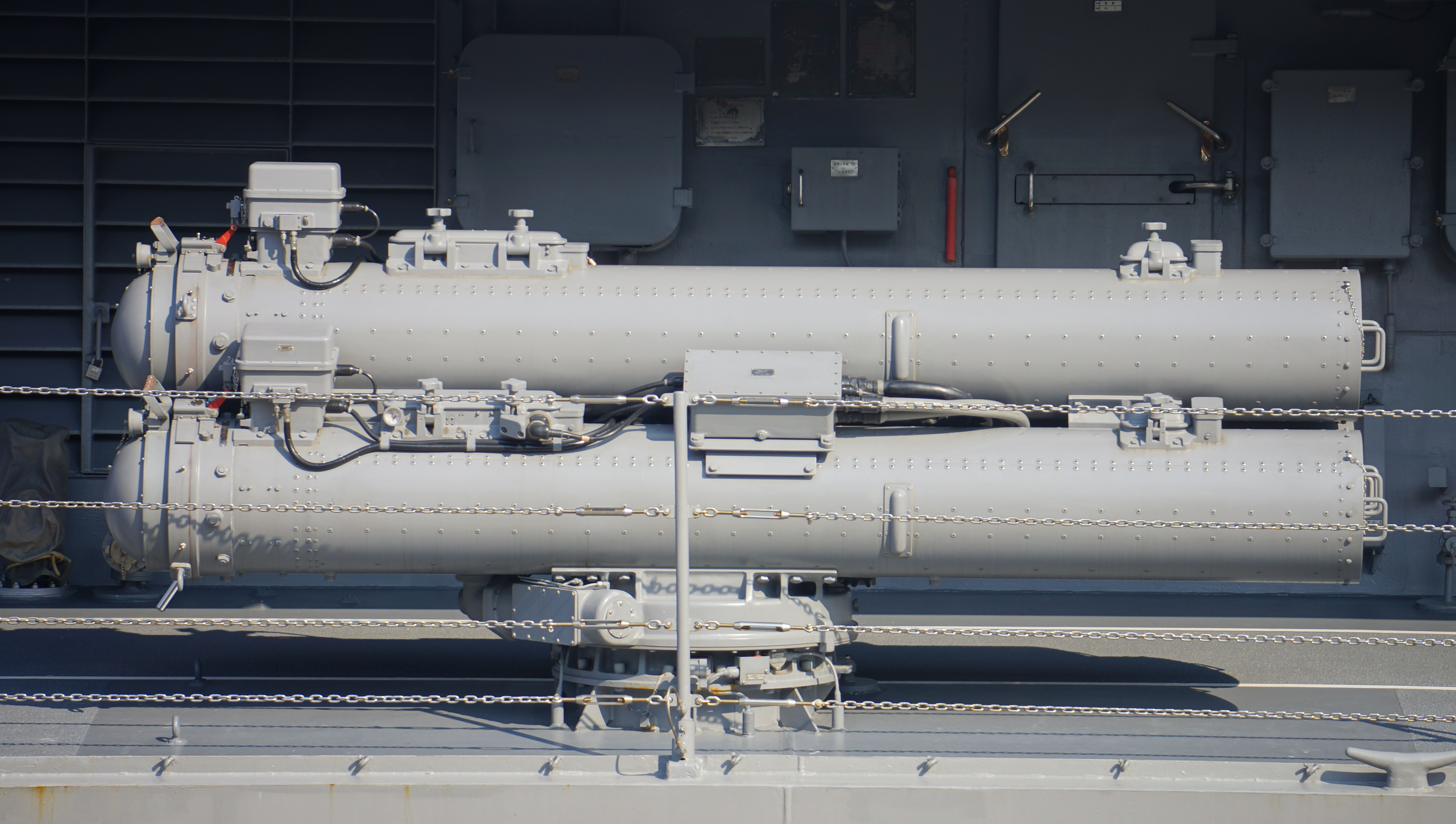
Cụm phóng ngư lôi với 3 ống phóng 324mm HOS-302

Tàu còn có sự hỗ trợ của 2 cụm phóng ngư lôi với 3 ống phóng 324mm HOS-302 sử dụng ngư lôi Mk-46. Hệ thống phóng được thiết kế có khả năng xoay, điều hướng và bắn từ xa (riêng việc bắn có thể thực hiện tại chỗ bằng tay) nhắm tới mục tiêu cần diệt. Các ống phóng được làm từ vật liệu sợi thủy tinh hoặc kim loại, bên trong ống được bọc một lớp sợi thủy tinh để có thể bảo quản ngư lôi trong điều kiện thời tiết khắc nghiệt của Nhật Bản. Ngoài ra, tàu cũng có thể sử dụng các loại ngư lôi khác như Mk-50, Mk-54 hay loại Type 73 (tương đương Mk-46) do Nhật tự phát triển.
Chương trình chế tạo ngư lôi Mk-46 được bắt đầu vào năm 1960 nhằm thay thế cho ngư lôi Mk-44 đã lạc hậu. Ngư lôi Mk-46 chính thức được đưa vào trang bị năm 1967. Ngư lôi Mk-46 có vỏ làm bằng hợp kim nhôm, chiều dài 2,591m, đường kính 0,324m, trọng lượng 230,4 kg, vận tốc hành trình 45 hải lý (83,4 km/h) tầm bắn 11 km, khả năng lặn sâu 455m, hệ thống dẫn đường thủy âm chủ động - thụ động, đầu đạn nổ phá PBXN-103 43,1 kg, đầu nổ tiếp xúc, động cơ phản lực nước chạy điện giúp giảm tối đa độ ồn. Nguồn năng lượng được cung cấp bởi hệ thống ắc quy điện kẽm - bạc (cung cấp năng lượng cho động cơ điện công suất 35 mã lực). Mk-46 được trang bị 2 chân vịt quay ngược nhau.
Ngư lôi Mk-46 được phóng không tái nạp bằng cách nén không khí trong 2 bộ chứa thuốc súng phía sau. Sau khi phóng, ngư lôi được thả bằng dù và bắn sau khi lao xuống nước. Sau đó, Mk-46 bắt đầu tìm kiếm mục tiêu và cơ động theo đường ốc xoắn. Hệ thống dẫn đường có khả năng phát hiện mục tiêu ở cự ly đến 595m. Sau khi phát hiện mục tiêu, ngư lôi bắt đầu lao đến mục tiêu với vận tốc rất nhanh. Trong trường hợp tấn công không thành công, hệ thống dẫn đường cho phép tiến hành tấn công lại.

### Tên lửa chống hạm SSM-1B Type 90

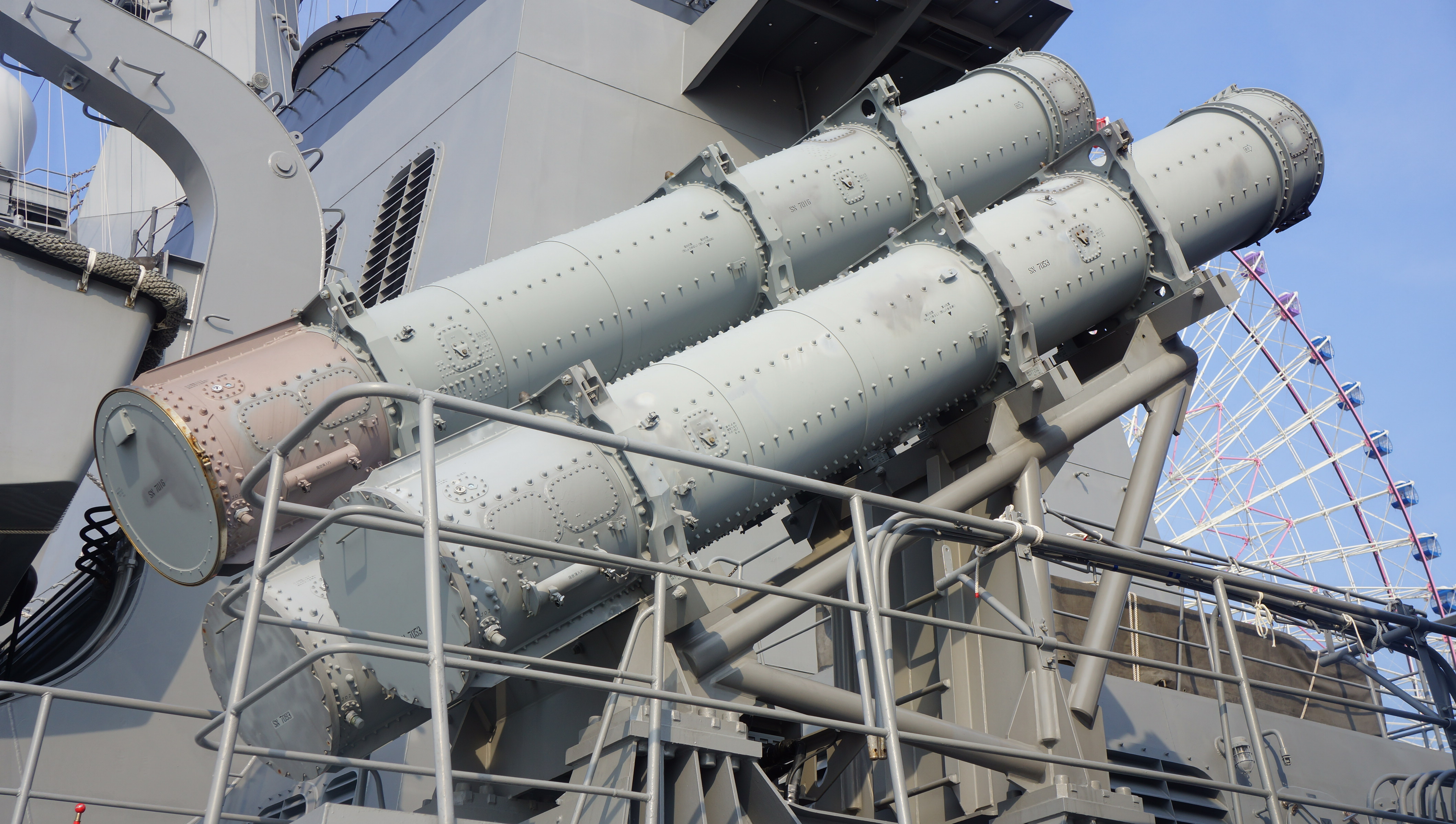
Hệ thống ống phóng kiêm bảo quản của tên lửa chống hạm SSM-1B Type 90

Bên cạnh các vũ khí đối không, để tấn công chiến hạm đối phương, Atago được được trang bị 2 bệ, mỗi bệ 4 ống phóng kiêm bảo quản dùng cho tên lửa chống hạm SSM-1B Type 90. Bệ phóng được thiết kế nghiêng 45 độ và đặt đối xứng nhau. Do được thiết kế nghiêng 45 độ và đặt đối xứng nhau, hệ thống phóng rất cồng kềnh, tốn nhiều diện tích trên tàu. Khi phóng tên lửa, tàu phải xoay ngang làm tăng độ bộc lộ trước đối phương và mỗi lần chỉ phóng được 50% cơ số tên lửa SSM-1B Type 90 mang theo.
SSM-1B Type 90 được MHI phát triển vào năm 1988 và được đưa vào trang bị năm 1992. Type 90 là phiên bản trên hạm của hệ thống phòng thủ bờ biển Type-88. Type 90 có thiết kế khí động học pha trộn giữa tên lửa chống hạm RGM-84 Harpoon của Mỹ và Exocet của Pháp. Tên lửa có 4 vây ổn định lớn hình tam giác ở gần giữa thân hơi xích ra phía sau (sải cánh này lớn hơn so với Harpoon và Exocet) cùng 4 vây lái nhỏ hình tam giác ở đuôi tên lửa.
Type 90 có chiều dài 5,1m, đường kính 0,35m, sải cánh 1,19m, trọng lượng phóng 660 kg. Tên lửa có tầm bắn 200 km mang theo đầu đạn nặng 225 kg, tốc độ hành trình của tên lửa khoảng 1.150 km/h.
Khi tác chiến, tên lửa được đưa ra khỏi ống phóng bằng một động cơ tăng cường nhiên liệu rắn. Sau khi động cơ tăng cường cháy hết, động cơ phản lực Mitsubishi TJM-2 sẽ được kích hoạt để đưa tên lửa hành trình đến mục tiêu. Để có độ linh hoạt cao và tăng khả năng sống sót cho tên lửa hệ thống đẩy vectơ đã được tích hợp vào.
Tên lửa được dẫn hướng kết hợp quán tính ở giai đoạn đầu và giai đoạn giữa, giai đoạn cuối tên lửa sử dụng radar chủ động để tìm và xác định mục tiêu. Nếu không tìm thấy mục tiêu trong một khoảng thời gian tên lửa sẽ tự hủy hay nhận lệnh tự hủy từ bên ngoài. Type-90 có thể bay lướt mặt biển ở độ cao cực thấp và có khả năng bay vòng qua vật cản để đến vị trí mục tiêu. Khi bay ở giai đoạn kiểm tra cảnh giới, nó bay cách mặt biển 15m, ở giai đoạn cuối khi tiếp cận mục tiêu, nó chỉ cách mặt biển 2-3m, việc bay quá thấp như vậy hoàn toàn ‘làm mù" hệ thống radar cảnh giới của đối phương.
Đầu nổ của đầu đạn Type 90 là loại "bán xuyên giáp". Trước tiên, dựa vào năng lượng vận động khi bay, đầu đạn có thể xuyên thủng mạn tàu đối phương, ngòi đầu nổ tên lửa có thể xuyên thủng mạn tàu địch, sau mấy giây xuyên vào trong tàu, ngòi đầu nổ tên lửa lại dẫn nổ, từ đó làm nổ tung đầu đạn có chứa lượng thuốc nổ cực mạnh ngay trong thân tàu, cộng với lượng chất đốt vẫn chưa cháy hết của tên lửa cùng tung ra theo tiến nổ, khiến cả khoang tàu bốc cháy, làm tàu địch bị phá hủy nặng nề. Đường kính lỗ đạn phá có thể rộng đến 10m. Loại tên lửa này có thể hoạt động trọng mọi điều kiện thời tiết và có khả năng chống nhiễu cao, nếu nó thấy bị nhiễu thì hệ thống điện tử sẽ thực hiện các bước chống nhiễu và nếu thấy không hiệu quả nó sẽ chuyển chế độ ra đa từ chủ động sang bị động dò nguồn gây nhiễu. Trong chế độ này nó sẽ ưu tiên diệt nguồn gây nhiễu trước để các tên lửa sau có thể dò ra mục tiêu cần diệt. Đầu tự dẫn radar kiểu chủ động có thể tự điều chỉnh đường ngắm trúng vào mục tiêu trong mặt phẳng góc + 30o, dẫn tên lửa vào chỗ tập trung mạnh nhất sóng phản xạ từ vỏ tàu mục tiêu về, thường tạo nên "tâm" bề mặt phản xạ của tàu.

## Pháo hạm

### Pháo hạm 127 mm Mk-45 mod 4

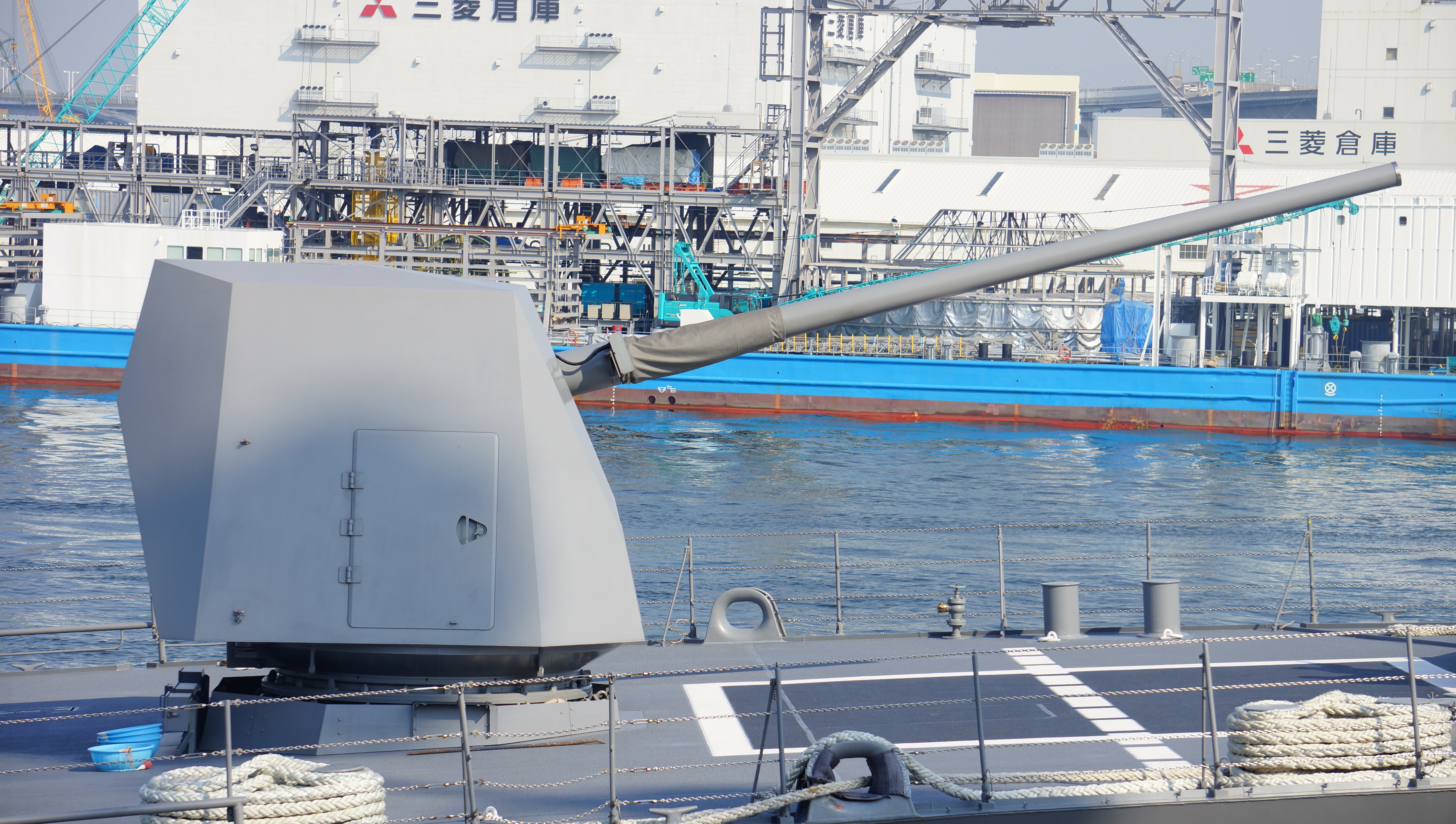
Pháo hạm 127 mm L/62 Mk-45 mod 4

Pháo chính của tàu là pháo hạm 127 mm Mk-45 mod 4 có chiều dài nòng gấp 62 lần đường kính do Công ty Japan Steel Works sản xuất theo giấy phép của Tập đoàn BAE System, Anh. Mk-45 mod 4 là loại pháo hạm tự động nhẹ nhất, nhỏ gọn nhất trên thế giới hiện nay, đồng thời cũng được triển khai rộng rãi nhất với hơn 260 hệ thống cung cấp cho Hải quân Liên bang Mỹ (US Navy) và hải quân hơn 10 nước khác trên toàn thế giới.
Pháo có kết cấu góc cạnh giúp giảm đáng kể diện tích phản xạ sóng radar qua đó nâng cao năng lực tàng hình cho tàu. Mk-45 mod 4 có trọng lượng là 28,9 tấn, sử dụng nòng pháo dài 7,87m (tuổi thọ bắn 7.000 phát đạn), tốc độ bắn từ 16 - 20 viên/phút, có tầm bắn hiệu quả trong khoảng từ 45 – 50 km với độ chính cực cao do được trang bị đạn chính xác Excalibur N5 - có khả năng dẫn đường bằng GPS. Theo đó, với đạn tiêu chuẩn thông thường Mk 45 chỉ đạt tầm bắn 15 – 16 km, khiến các tàu chiến JMSDF phải tốn rất nhiều đạn mới có thể tiêu diệt mục tiêu, nhưng khi trang bị Excalibur N5 thì tầm bắn đạt gấp 3 lần, đồng thời giúp tàu chiến tăng diện tích tác chiến từ 370km2 lên thành 3.704km2.  Tốc độ bắn nhanh cùng với khả năng bắn nhiều loại đạn đặc biệt khiến Mk-45 mod 4 thích hợp với nhiều vai trò như tấn công tàu chiến đối phương trên mặt nước, phòng không và pháo kích bờ biển yểm trợ cho chiến dịch đổ bộ, tấn công nhanh.
Mk-45 mod 4 có thể bắn được bốn loại đạn khác nhau bao gồm loại xuyên giáp, gây cháy, văng mảnh trực tiếp và thậm chí có thể được dẫn đường để phá hủy các tên lửa chống hạm. Theo đó, MK-45 được trang bị 4 ống tiếp đạn và được điều khiển hoàn toàn tự động bằng hệ thống máy tính tốc độ cao. Mỗi ống tiếp đạn chứa tối đa 14 quả đạn luôn ở chế độ sẵn sàng khai hỏa. Ngoài ra, pháo còn có thể được nạp đạn thêm trong khi nòng pháo vẫn đang bắn, thời gian nạp đạn giữa mỗi lần bắn chưa tới 1 phút. Quá trình ngắm bắn và điều chỉnh góc tà nòng pháo được điều khiển thông qua các hệ thống điện tử tự động, trong khi hệ thống nạp đạn được điều khiển thủy lực. Khoang chứa đạn của pháo có thể mang theo tới 680 đạn pháo cho phép tác chiến trong thời gian dài.

### Hệ thống phòng không tầm gần (CIWS) Mk-15 Phalanx
Hoả lực phòng không tầm gần (CIWS) của tàu là hệ thống Mk-15 Phalanx Block1B. Mk-15 Phalanx là hệ thống khép kín tích hợp bao gồm pháo, đạn và radar lắp trên 1 bệ duy nhất. Hệ thống được Chi nhánh Pomona thuộc Công ty General Dynamics (nay thuộc Tập đoàn Raytheon) phát triển vào cuối những năm 1960. Hệ thống thử nghiệm lần đầu vào năm 1973, bắt đầu sản xuất hàng loạt năm 1978, đến năm 1980 được đưa vào trang bị. Hệ thống Phalanx gồm pháo 6 nòng bắn nhanh Gatling M61A1 Vulcan cỡ nòng 20mm cùng một radar hoạt động trên băng tầng K.
Trong điều kiện chiến đấu, radar sẽ rà soát bầu trời, xác định các mục tiêu và lọc ra mục tiêu nguy hiểm nhất. Sau khi xác định được mục tiêu, radar điều khiển hỏa lực sẽ tính toán chính xác vị trí của địch để pháo 6 nòng Gatling M61A1 Vulcan khai hỏa. Radar của hệ thống Phalanx CIWS được chế tạo theo công nghệ chỉ điểm khép kín, có khả năng phát hiện máy bay từ cự ly 18 km, tên lửa hành trình có diện tích phản xạ radar 0,1 m² từ khoảng cách 12 km và bám bắt trong tầm 5 km.
Pháo Gatling M61A1 Vulcan được điều khiển bằng điện, tốc độ bắn rất cao, lên đến 4.500 viên/phút, tầm hiệu quả đạt 1.000 - 1.500 m, trong khi tầm bắn tối đa là 3.000 m. Gatling M61A1 Vulcan bắn rất nhanh nên pháo cũng rất nhanh hết đạn, việc nạp đạn phải làm bằng tay, sẽ cần 2 người để thay đạn, mỗi lần thay mất khoảng 5 phút. Hai hộp tiếp đạn bố trí bên hông pháo có sức chứa 500 viên mỗi hộp, tùy theo mục tiêu đường không hay mặt đất mà pháo sẽ bắn ra đạn nổ mảnh hoặc xuyên giáp (thông thường 1 hộp tiếp đạn chứa đạn nổ mảnh trong khi hộp còn lại mang đạn xuyên giáp). Đạn xuyên giáp vỏ tự huỷ (APDS) 20 mm của Mk-15 sử dụng đầu xuyên 15 mm bằng kim loại nặng (wolfram hoặc uran nghèo) được bao quanh bằng một guốc đạn plastic và một phần đáy kim loại nhẹ. Vỏ đạn sau khi bắn sẽ được đẩy ra từ phần dưới của bệ pháo theo hướng về phía trước.
Khi lọt vào tầm bắn của Phalanx CIWS, mọi mục tiêu - từ máy bay, tên lửa, bom hay đạn pháo - đều không thể thoát. Hoạt động hoàn toàn tự động dưới sự giám sát của con người, Phalanx CIWS có thể tiêu diệt mục tiêu ở khoảng cách 3,6 km. Trong một số điều kiện tác chiến, hệ thống Phalanx CIWS còn có thể bắn hạ các mục tiêu trên mặt nước, bao gồm các chiến hạm của đối phương.

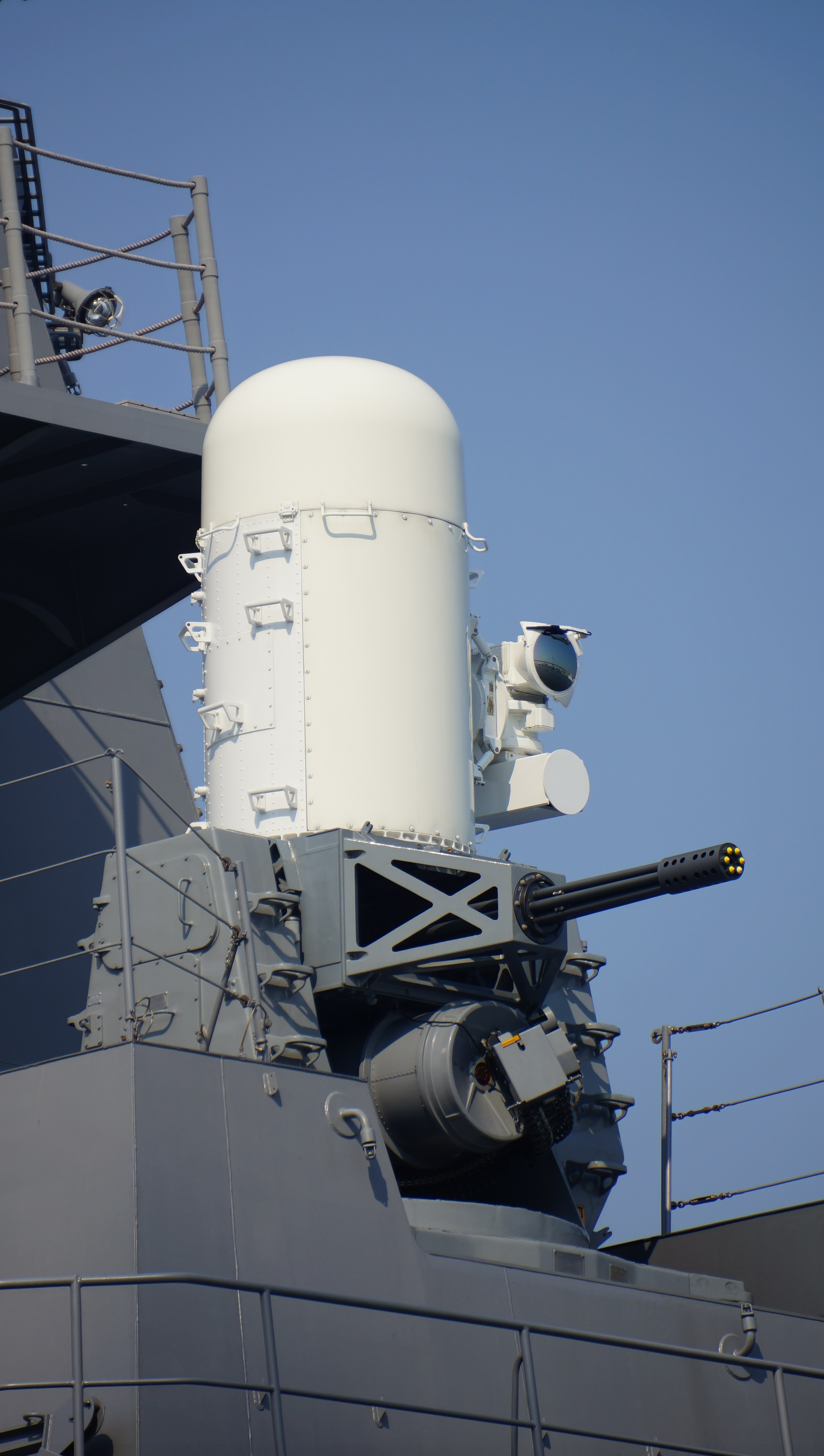
Hoả lực phòng không tầm gần (CIWS) Mk-15 Phalanx Block1B

## Trực thăng săn ngầm
Trong giai đoạn phát triển, các kỹ sư của JMSDF đã kết hợp kiểu sàn đáp trực thăng của lớp tàu Hatakaze và hệ thống hỗ trợ liên kết dữ liệu trực thăng của lớp Kongo vào thiết kế của lớp tàu khu trục mới. Atago là lớp tàu khu trục tên lửa  đầu tiên của JMSDF có nhà chứa trực thăng và có khả năng chở một trực thăng tuần tra SH-60J hoặc SH-60K, đồng thời tàu còn được trang bị hệ thống định vị đường không chiến thuật ORN-6 (TACAN). Trong giai đoạn lập kế hoạch, các tàu Atago dự kiến cho phép mang theo 2 trực thăng như các tàu lớp Arleigh Burke IIA, nhưng ở giai đoạn thiết kế chi tiết, để đảm bảo diện tích cho các khu vực kỹ thuật liên quan như khoang bảo dưỡng, kho đạn và linh kiện dự trữ, nên thực tế thường chỉ có 1 máy bay được mang theo trong các chuyến hải trình. Sàn đáp của tàu có chiều dài 25 m và được tích hợp hệ thống hỗ trợ cất/hạ cánh trực thăng.
SH-60K Sea Hawk được Mitsubishi Heavy Industries chế tạo dựa trên cơ sở SH-60J. SH-60K chính thức được đưa vào hoạt động trong biên chế của JMSDF vào tháng 8 năm 2005. Đến năm 2020, đã có 68 chiếc SH-60K được xuất xưởng.
SH-60K có thể bay cách tàu mẹ đến 100 dặm và duy trì trên căn cứ trong vài giờ. Việc liên lạc giữa SH-60K và tàu mẹ được thực hiện bởi hệ thống liên kết dữ liệu ORQ-1C-2 (TACLINK). Máy bay có thể thực hiện các nhiệm vụ cảnh giới, tìm kiếm và cứu hộ, chỉ thị mục tiêu cho tên lửa, chiến đấu chống hạm, chống ngầm và tác chiến đột kích trong mọi thời tiết.
SH-60K được trang bị sonar nhúng HQS-104, radar mảng pha quét chủ động HPS-104 và hệ thống tác chiến điện tử HLR-108. Bốn mấu cứng của máy bay có thể gắn ngư lôi hạng nhẹ Type 97, bom chống ngầm và tên lửa không đối hải AGM-114M Hellfire II. Ngoài ra, SH-60K còn được trang bị một súng đại liên 7,62mm Type 74.
SH-60K có cánh quạt chính và cánh quạt đuôi bốn lá được chế tạo bằng composite, riêng mép trước và phần đầu của cánh quạt chính sử dụng sợi Kevlar. 2 động cơ dẫn động trục Ishikawa-Harima T700-IHI-402C (sản xuất theo giấy phép của General Electric) công suất 3.400 mã lực được lắp cạnh nhau trên đỉnh cabin với một ống hút không khí ở cạnh bệ quạt và các lỗ thoát khí ở phía sau bệ. Máy bay có tầm bay xa tới hơn 800 km, tốc độ tối đa 240 km/h. Các thùng nhiên liệu bên trong của SH-60K chứa được 2.250 lít. Máy bay có thể dùng được hệ thống tiếp nhiên liệu trên không. SH-60K có thể mang trên 1.800 kg hàng bên trong. Các móc hàng bên ngoài có thể mang lượng hàng lên tới 2.725 kg.

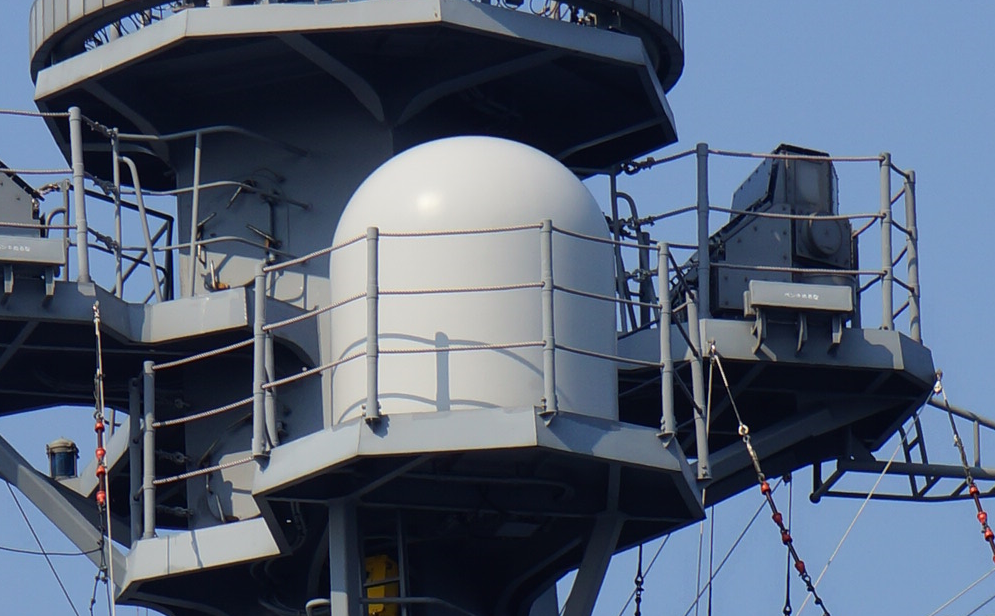
Hệ thống liên kết dữ liệu (TACLINK) ORQ-1C-2.
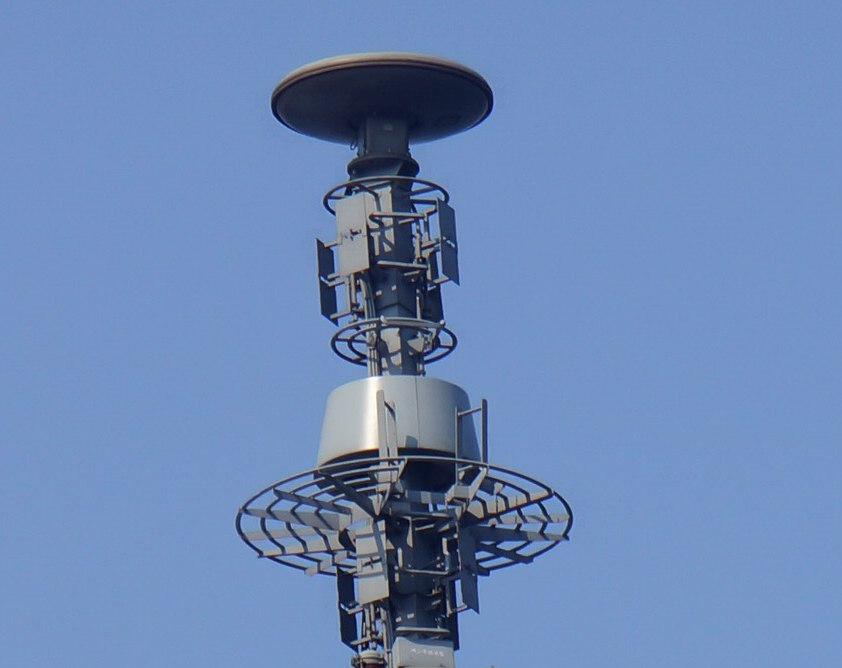
Hệ thống định vị đường không chiến thuật ORN-6 (TACAN).
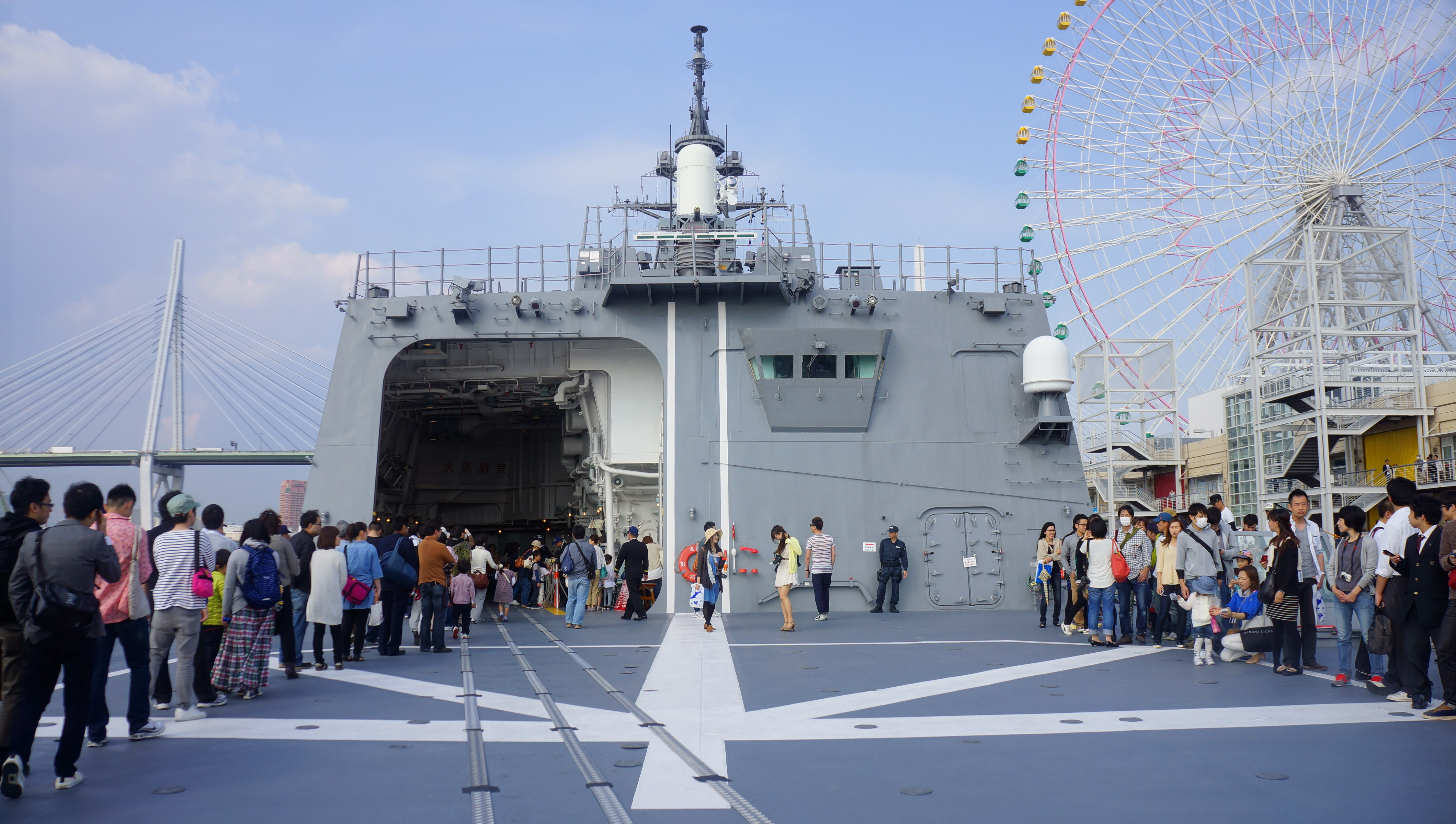
Nhà chứa và sàn đáp trực thăng của JS Atago (DD-177)
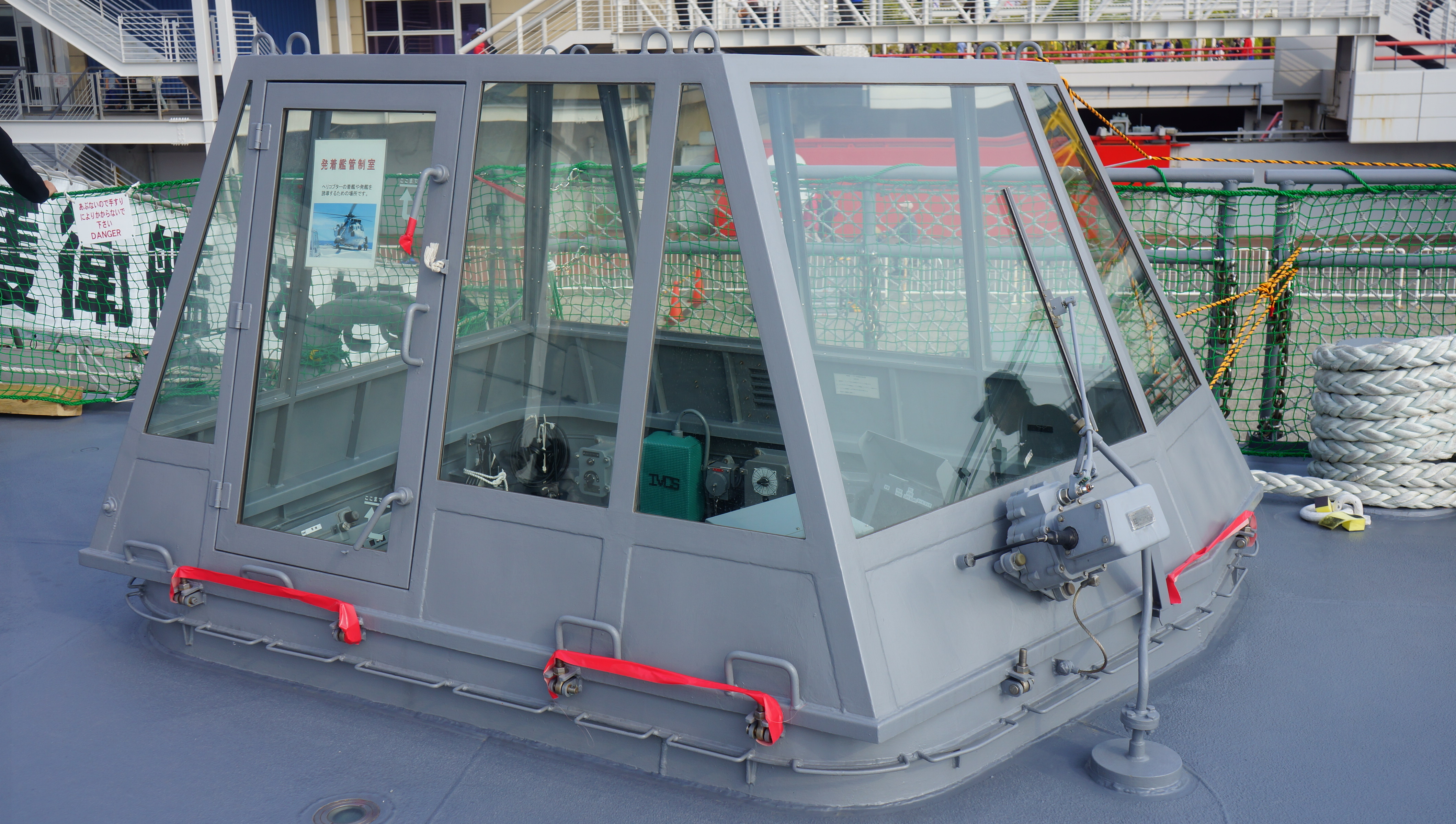
Khoang điều khiển của hệ thống hỗ trợ cất/hạ cánh trực thăng.
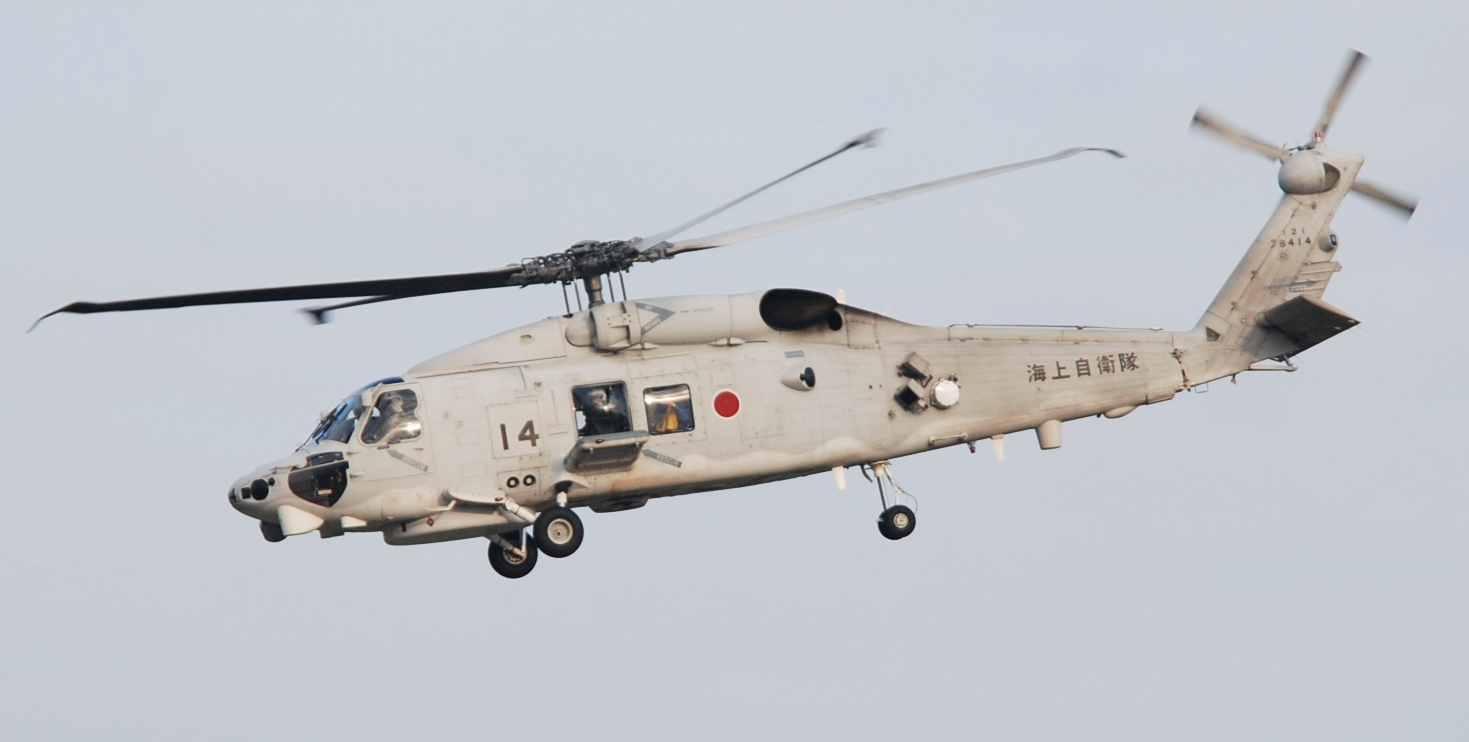
Trực thăng săn ngầm SH-60K Sea Hawk.

## Hệ thống động lực
Tàu khu trục lớp Atago được trang bị hệ thống động lực kết hợp tuabin khí COGAG (tức là kiểu hệ thống động cơ kết hợp 2 tuabin khí để quay một chân vịt) bao gồm: 4 động cơ tuabin khí Ishikawajima Harima LM2500 (sản xuất theo giấy phép của General Electric) 25.000 mã lực và 3 máy phát điện tuabin khí công suất 2.080 kW. Các động cơ này kết nối với nhau thông qua 3 hộp số và 2 bộ ly hợp, truyền động ra 2 chân vịt 5 lá cung cấp công suất đầu ra tổng cộng 100.000 mã lực. Sự kết hợp này giúp tiết kiệm nhiên liệu, giảm tối đa tiếng ồn khi hoạt động, đồng thời, giảm chi phí, kéo dài thời gian giữa 2 lần bảo dưỡng. 4 động cơ tuabin khí của tàu có khả năng chuyển từ trạng thái nguội sang trạng thái công suất cực đại trong vòng 15 phút. Ngoài ra, tàu còn được lắp đặt bộ tản nhiệt tiên tiến giúp giảm đối đa bức xạ hồng ngoại khi hoạt động, nâng cao khả năng tránh các biện pháp dò tìm bằng hồng ngoại của đối phương. Hệ thống động lực này giúp tàu đạt tốc độ tối đa đạt 30 hải lý/h (56 km/h) phạm vi hoạt động 6.000 hải lý, tốc độ hành trình 18 hải lý/h, tàu có khả năng hoạt động liên tục 50 ngày trên biển.
Hệ thống động lực COGAG có thời gian hoạt động tới 30.000 giờ trước khi cần đại tu. Để đảm bảo cho các động cơ này hoạt động hiệu quả, những binh sĩ kỹ thuật thuộc JMSDF làm việc dưới khoang máy của tàu phải luôn túc trực 24/24 không lúc nào ngơi việc dù toàn bộ hệ thống trên tàu đều được điều khiển, kiểm soát và giám sát một cách hoàn toàn tự động.Làm việc trong môi trường có tiếng ồn lớn yêu cầu những binh sĩ JMSDF làm việc trong phòng máy trên tàu luôn phải mang theo nút bịt tay để tránh thính giác của mình bị ảnh hưởng, tuy nhiên nút bịt tay này cũng chỉ hạn chế được phần nào tiếng ồn, sau một thời gian dài làm việc trong phòng máy trên tàu phần lớn các binh sĩ đểu bị "nghễnh ngãng" dần dần.
Hầu hết trang thiết bị trên tàu kể cả trong khoang máy cũng đều được tự động hóa và điều khiển qua máy tính hoàn toàn. Hệ thống giám sát sẽ theo dõi sát sao các thông số của hệ thống động cơ, đưa ra các cảnh báo kịp thời để các binh sĩ khắc phục, trong trường hợp một trong các động cơ gặp sự cố, bộ ly hợp cho phép ngắt hoạt động của động cơ để tiến hành sửa chữa mà không ảnh hưởng đến khả năng hoạt động của tàu. Dù được tự động hóa khá nhiều, tuy nhiên công việc chính của những binh sĩ kỹ thuật lại là bảo dưỡng các thiết bị trên tàu để đảm bảo chúng hoạt động với hiệu suất cao nhất. Với một hệ thống lớn tới 4 động cơ và 30 tuabin khí, các binh sĩ kỹ thuật phục vụ trong khoang máy trên các tàu khu trục lớp Atago thường ít khi được ngơi tay.
Bảo dưỡng các chi tiết nhỏ là công việc khó khăn hơn cả dù không cần phải chui rúc vào những góc nóng nực chật hẹp của khoang máy nhưng các binh bĩ kỹ thuật lại phải đảm bảo được độ chính xác cao và yêu cầu thêm cả sự khéo léo nữa. Các chi tiết nhỏ trên tàu có thể là các hệ thống cảm biến, các hệ thống chíp điều khiển của các thiết bị máy tính.

## Danh sách
| Số hiệu | Tên      | Đặt lườn           | Hạ thủy             | Đưa vào biên chế    | Đơn vị             |
| ------- | -------- | ------------------ | ------------------- | ------------------- | ------------------ |
| DDG-177 | Atago    | 5 tháng 4 năm 2004 | 24 tháng 8 năm 2005 | 15 tháng 3 năm 2007 | Hải đội hộ vệ số 3 |
| DDG-178 | Ashigara | 6 tháng 4 năm 2005 | 30 tháng 8 năm 2006 | 13 tháng 3 năm 2008 | Hải đội hộ vệ số 2 |